# Musique algérienne
La musique algérienne se distingue par la diversité des genres musicaux et par son riche répertoire. La musique classique arabophone est la musique arabo-andalouse, très appréciée dans les grandes villes du pays, elle a donné trois formes : le gharnati à Tlemcen, la sanaa à Alger, et le malouf à Constantine. D'autres styles musicaux citadins plus populaires existent à côté comme le hawzi, le aroubi, le mahjouz et le chaâbi. Régionalement, la musique raï est originaire de l'Ouest algérien, tandis que la musique Staïfi, est apparue dans l'Est du pays. La musique contemporaine d'expression berbère émerge principalement en Kabylie. Dans le Sahara, on connaît la musique diwane et la musique touarègue. La musique moderne est présente par divers styles comme le rock et le hip-hop.
Elle se distingue également par la richesse linguistique de son répertoire mêlant arabe classique, arabe algérien, français et langues berbères (notamment le kabyle, le chaoui et le touareg). L'ahellil du Gourara et le raï sont inscrits sur la liste représentative du patrimoine culturel immatériel de l'humanité.

## Histoire

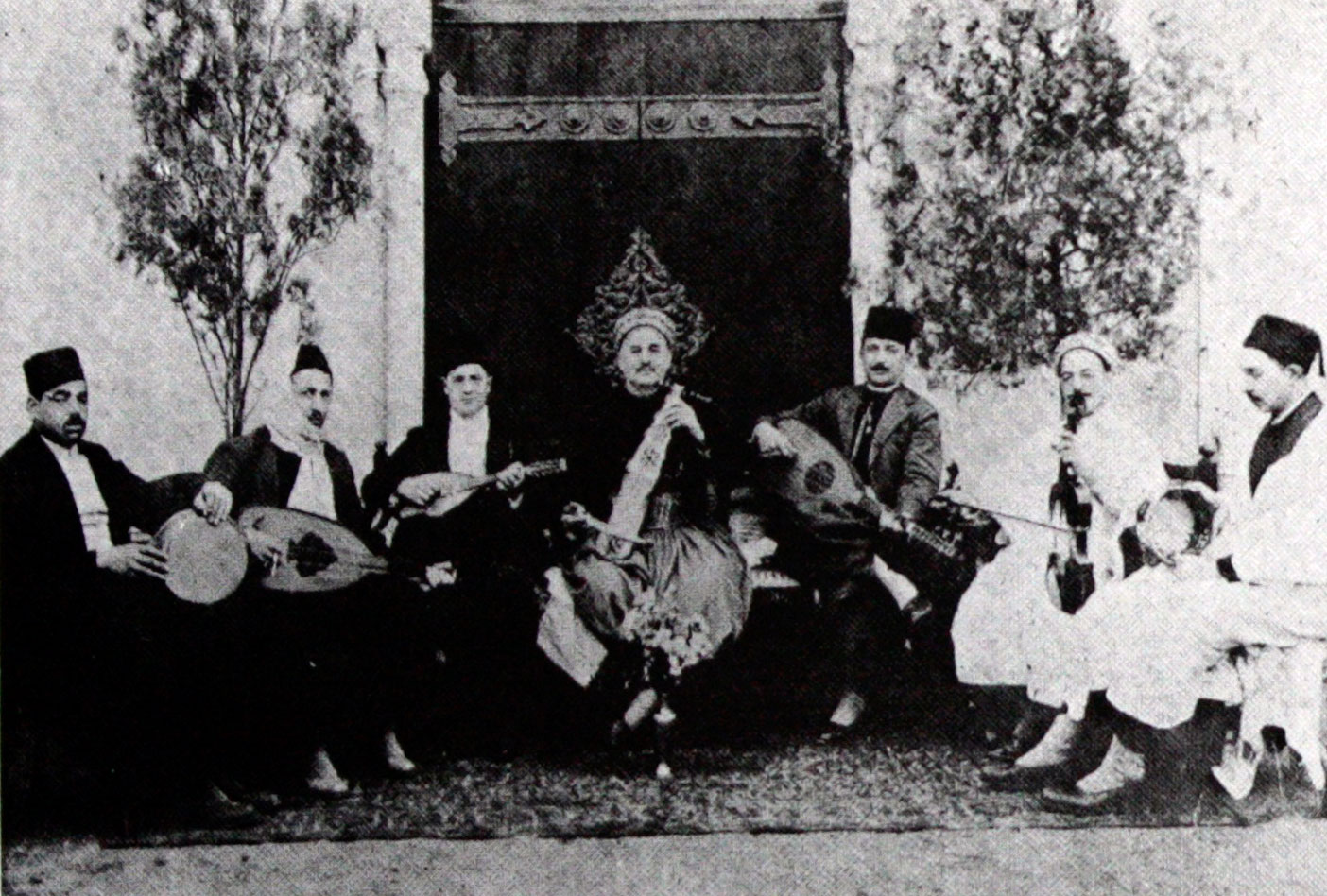
L'ensemble algérien ayant participé au congrès du Caire (1932) sous la direction du Cheikh Larbi Bensari.

Le patrimoine musical algérien, traduit un fonds culturel maghrébin commun, mais beaucoup d'indices montrent que ce patrimoine s'inscrit dans un espace géographique plus vaste, celui de la Méditerranée. En raison d'une histoire commune, d'une similitude entre les structures sociales et d'une mobilité des hommes, les influences ont été largement partagées ; cela est très nettement perceptible dans la musique arabo-andalouse.
Entre le xve et xixe siècles, des genres distincts se sont constitués à partir du caractère diglossique des chants : la  musique arabo-andalouse qui emploie les mouachah ; le hawzi et le bedoui basés sur le melhoun et le zendani, à partir des  variétés dialectales. Au début du XXe siècle, les enregistrements et les transcriptions se multiplient et une large transmission s'effectue à travers le réseau associatif. La musique arabo-andalouse, perd dans le même temps son caractère « populaire », pour acquérir un statut élitiste et savant.

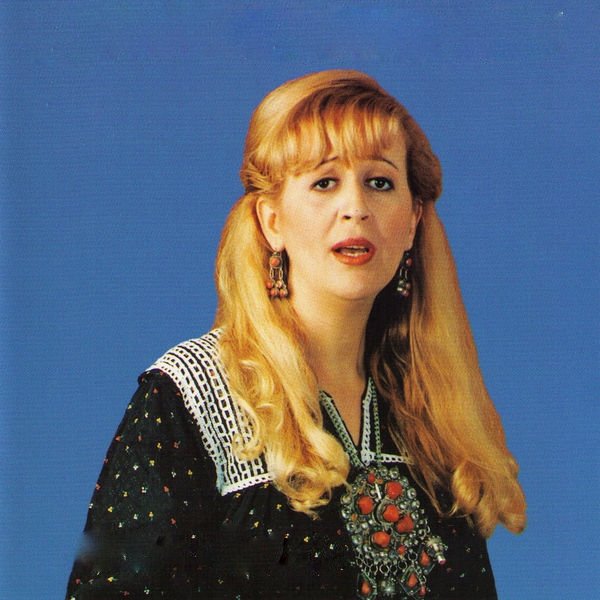
Malika Domrane a révolutionné la chanson kabyle.

Le répertoire populaire évolue par le contact colonial, dont les formes les plus exogènes donneront la chanson en sabir à la fin du XIXe siècle, puis la « chanson francarabe ». Ces chansons légères, renouvellent les thématiques et s'inspirent du quotidien colonial et des changements de mœurs. À partir des années 1930, la chanson et la musique connaissent d'autres modes de diffusion, avec l'émergence d'un « théâtre arabe » et le développement de la radiodiffusion. On assiste également à la naissance, d'un bédoui citadinisée. Le milieu ouvrier constituait le terreau de la chanson « populaire », qui deviendra plus tard nationaliste et qu'animaient des artistes de renom tel Hadj Missoum qui a été la plaque tournante de la chanson chaâbi, kabyle, et même bédoui.
Sous les influences égyptiennes, le genre asri (« contemporain ») se développe, puis il emploie des chants nationalistes, il se présente comme un compromis musical entre les traditions musicales algériennes, françaises et égyptiennes. Entre les années 1940 et 1950, dans les milieux de l'émigration algérienne en France, ces mêmes processus d'hybridation se manifestent, dans les textes de la chanson de l'exil et des alternances linguistiques : arabe algérien/français ou kabyle/français.
À partir des années 1950, le melhoun est davantage dialectisé dans la chanson moderne, même s'il se conserve dans le bedoui et le chaâbi. Après l'indépendance, les influences anglo-saxonnes se font sentir quelque peu sur les chansons de jeunes. Durant cette période, ce sont les chansons en langue courante qui domine en particulier avec les cheikhate. Les années 1970 et 1980 voient, sur le modèle marocain de Nass El Ghiwane, le réinvestissement des textes du melhoun.
Ensuite, au milieu des années 1980, se développent des genres régionaux chantées dans les variétés dialectales qui modernisent les traditions musicales locales : le raï, la chanson kabyle, la musique chaouie et le staïfi. Ces genres peuvent appartenir à la musique de la contestation liée à la vague d'agitation juvénile notamment le raï et la chanson kabyle, ou liés à l'arrivée massive des populations rurales, qui à la recherche d'une intégration rapide, substituent certains genres, plus en rapport avec leur origine, comme c'est le cas pour le staifi. Enfin, les années 1990 voient l'émergence d'un fort courant rap. Le synthétiseur est devenu le recours le plus rapide. Des instruments classique comme le luth, le qanûn ou le violon deviennent rares dans les estrades publiques.

## Musique citadine

### Répertoire classique dit arabo-andalous

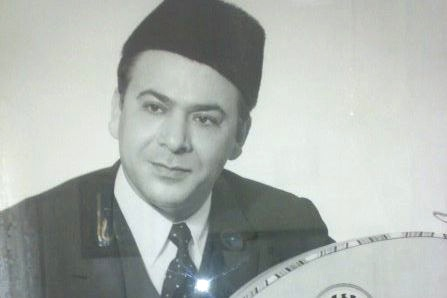
Mohamed Tahar Fergani, brillant interprète du malouf et artiste virtuose.

À l'origine, il y avait vingt-quatre noubas, une pour chaque heure de la journée, mais seulement seize (dont quatre inachevées) sont préservées depuis en Algérie. Cela fait de l'Algérie le pays où subsiste le plus grand nombre de nouba, ceci n'est pas dû au hasard, en effet, l'Algérie a accueilli des réfugiés Andalous et Morisques.
La musique classique arabo-andalouse, d'expression arabe classique, est présente en Algérie, à travers trois importantes écoles : le gharnati de Tlemcen qu'est lié à l'école de Grenade, la sanâa d'Alger qui se réclame de Cordoue et le malouf de Constantine qui se rattache à l'école de Séville,. Chacune de ces écoles pratique cette musique avec certaines nuances, liées aux influences locales. Cette pratique est représentée par la nouba, qui correspond à une composition instrumentale et vocale qui se déroule selon un ordre établi et des règles rythmiques et modales bien déterminées. Les textes de la forme mouachah et zadjal sont communs, alors que les mélodies et les rythmes restent spécifiques à chaque centre.

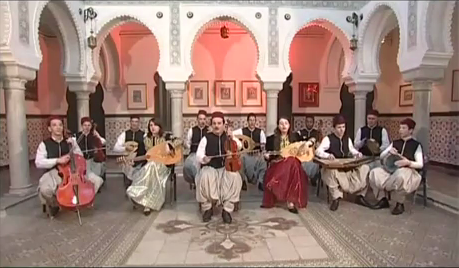
Orchestre algérien de musique andalouse

En Algérie, il y a douze noubas complètes : al-dhîl, mjenba, al-hussayn, raml Al-mâya, ramal, ghrîb, zîdân, rasd, mazmûm, rasd Al-Dhîl, mâya. Une nouba est composée des mouvements suivants : mestekhber çanâa ou mishalia (prélude instrumental) ; tûshiya (pièce d'ouverture) ; msaddar (pièce vocale et instrumentale la plus importante) ; btâyhi (deuxième pièce vocale et instrumentale) ; darj (troisième mouvement chanté et instrumental) ; tûshiya el Insirafate (pièce instrumentale annonçant une partie accélérée et vive) ; insirâf (quatrième mouvement vocal et instrumental) ; khlâs (ultime pièce chantée exécutée sur un rythme dansant) ; tûshiya el Kamal (pièce instrumentale).
Le gharnati, est la forme musicale arabo-andalouse issue de l'école de Tlemcen. Ce genre a été préservé et s'est développé à Tlemcen, de par la position de la cité qui fut la jumelle de Grenade en Afrique. À la suite de la chute de Grenade, des milliers de familles andalouses se réfugièrent à Tlemcen. Le gharnati est pratiqué aussi dans d'autres villes de l'Ouest de l'Algérie, notamment à Nedroma et Oran.
La ça'naa est la forme algéroise de la musique arabo-andalouse, de tradition cordouane, elle s'est développée à Alger et ses environs, dans la ville de Mostaganem à l'Ouest du pays et à Béjaïa. Le malouf est le répertoire de la musique arabo-andalouse de Constantine. Il existe dans d'autres villes de l'Est algérien des associations musicales qui pratiquent le malouf et suivent la tradition de cette école. L'influence ottomane sur le malouf se fera en ce qui concerne le bashraf (ouverture instrumentale qui tient la place de la touchia dans le malouf).
En plus de la nouba, il existe en Algérie, le inqilab ou naqlâb qui est une petite pièce utilisant les mêmes types de textes que ceux de la nouba, mais plus modeste. Il a une grande place dans les répertoires algérois et tlemcénien dont il est, semble t-il, originaire. À Alger, l'inqilab utilise les sept modes fondamentaux de la nouba. La silsila (« chaîne ») est une autre composante du répertoire classique, c'est un ensemble de poèmes chantés qui s'enchaînent et sont liés les uns aux autres par une unité rythmique.

### Répertoire populaire

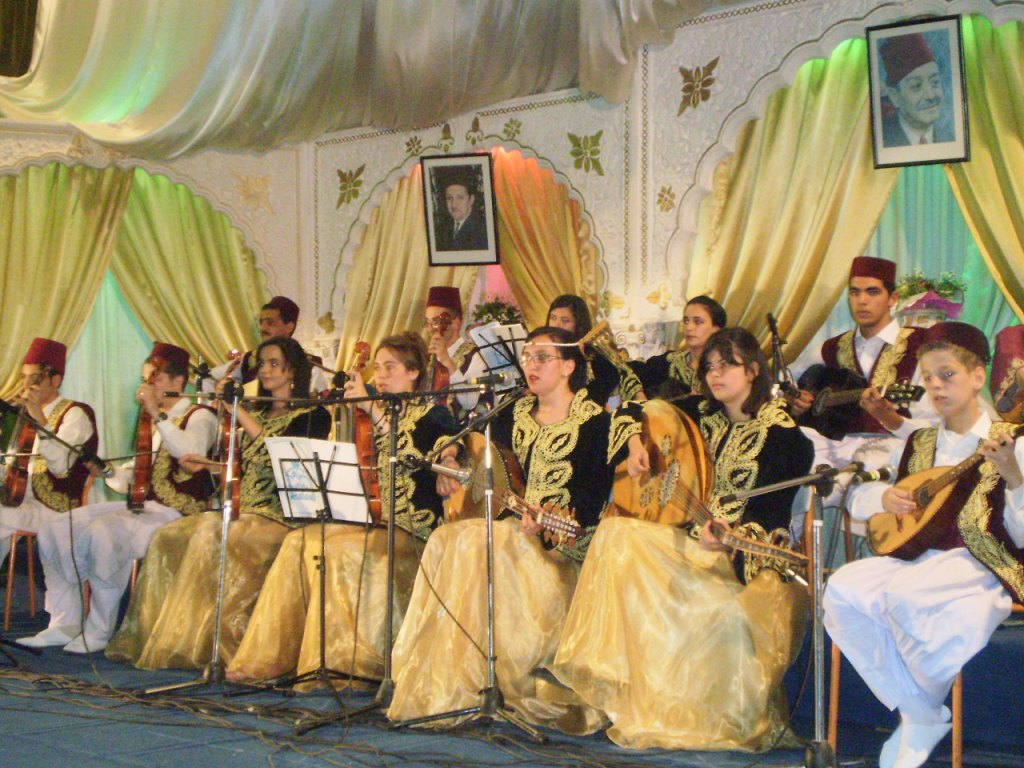
Orchestre d'El Widadia de Blida, ensemble de musique « haouzi »

Les villes traditionnelles cultivent aussi en outre de la musique arabo-andalouse, des répertoires populaires citadins. Ces musiques, apparentées à la nouba, partagent avec elle les modes, les thèmes et certains rythmes. Exprimées en arabe dialectal, elles comprennent en son sein plusieurs formes : le hawzi, le aroubi, le mahjouz, la qadriya, le hawfi et le chaâbi.
Le hawzi est un genre poétique qui est né à Tlemcen au XVIe siècle et dérive du gharnati de l'école de Tlemcen et s'est répandu au sein des populations citadines. Du point de vue linguistique, il se distingue par l'emploi de la langue usuelle populaire de l'époque. C'est une longue poésie qui compte des strophes constituées en refrains et en couplets. Les concepteurs de ce genre sont généralement originaires de la ville de Tlemcen et de ses alentours et ils se sont inspirés du patrimoine arabo-andalou pour l'adapter aux propres traditions et expressions régionales maghrébines. Parmi les plus célèbres de ces poètes et musiciens, on peut citer Mohammed Benmsayeb, Ahmed Ben Triki ou encore Mohamed Bensahla et son fils Boumediène.
Le mahjouz est un genre musical populaire qui dérive du malouf où le chant est fortement scandé et accompagné d'une musique composée sur les modes musicaux du malouf, mais avec des rythmes différents de ceux de la nouba. Les textes du mahjouz sont en arabe populaire algérien, dont les auteurs sont des poètes issus du sud-est constantinois de l'époque.
Le aroubi est un genre populaire citadin et ayant pour chaque centre une structure spécifique. La composition poétique de cette forme ressemble
beaucoup au mouachah. À Constantine, la partie réservée à l'improvisation est appelée aarubiyât qui est une forme chantée non mesurée aux couleurs des chants ruraux. Une pièce de aroubi compte souvent plusieurs modes et pour chaque mode correspond à une mélodie.
Le chaâbi est une musique citadine qui appartient à la musique arabo-andalouse mais enrichi aujourd'hui par diverses influences arabe, européenne et africaine dans ses mélodies et gnawa et berbère dans ses rythmes et se base principalement sur la poésie malhoun des poètes Lakhdar Ben Khlouf et ses successeurs. Le chaâbi (populaire en arabe algérien) est né au début du XXe siècle dans la Casbah d'Alger, notamment selon Hadj Miliani par la diaspora kabyle, cependant, il est apprécié dans toute l'Algérie, pour l'aspect poétique, moral et social de ses textes, les maitres Hadj El Anka et Cheikh Nador sont considérés comme les créateurs du genre. De nos jours, un nouveau genre musical, dit Assimi (« venu d'Alger »), un mixage entre le répertoire arabo-andalou algérois et le chaâbi, s'impose dans l'ensemble du pays.
La qadiriyya est une pièce vocale appartenant au répertoire populaire à Constantine, à Alger, c'est un chant entrant dans la composition de la nouba.
À Constantine, il existe un autre genre musical semi-populaire citadin, connu sous la dénomination de zjoul, que l'on ne doit pas confondre avec la forme poétique zadjal. Les thèmes des zjoul ont trait à la nature et à la puissance divine. Cette forme s'apparente à la nouba de la tradition constantinoise ou malouf par ses textes de la forme zadjal. Le chant des zjoul s'accompagne par les instruments à percussion comme la darbouka et les mains.

### Répertoire féminin

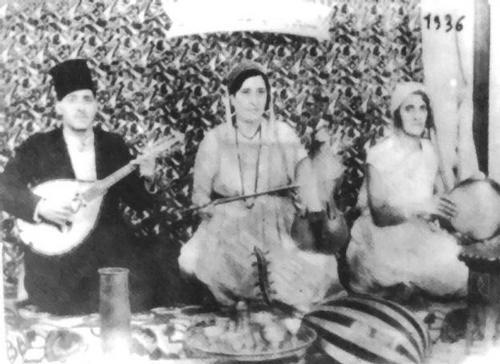
Cheikha Tetma entourée d'Abdelkrim Dali et de Tamani, à Alger en 1936.

Dans le Nord de l'Algérie, les orchestres féminins ont différentes appellations selon les régions : medahates dans l'Oranie ; mesemaat de samâa (« audition mystique ») dans l'Algérois et fkirettes dans le Constantinois, terme qui renvoie à l'ascétisme religieux, dont le répertoire s'apparente à celui du répertoire mystique confrérique à Constantine et à Annaba. Ces groupes jouent un répertoire dansant pour des femmes. Ils utilisent des instruments à percussions comme le bendir, la darbouka, le tar et parfois le violon. Parmi les artistes du répertoire qui ont marqué le XXe siècle : Cheikha Tetma, Maalma Titine, Meriem Fekkaï, Fadhéla Dziria et Zhor Fergani.
Le hawfi est un genre de poésies féminines, associé à la ville de Tlemcen, mais qui appartient à un patrimoine culturel commun aux vieilles cités du Maghreb. C'est une forme citadine chantée, conçue pour le chant en solo, que les femmes tlemcéniennes  chantaient en jouant à l'escarpolette, et pendant certaines pratiques culturelles.

## Musiques régionales

### Musique rurbaine

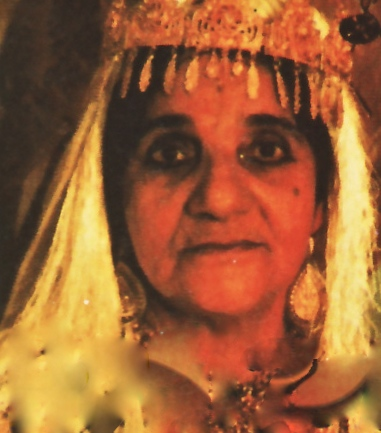
Cheikha Remitti (1923-2006), chanteuse de raï traditionnel et de bedoui, considérée comme la mère spirituelle du raï. Tous styles, générations et sexes confondues.

La musique rurbaine est toute musique liée aux phénomènes d'acculturation en conséquence de l'exode rural dans les périphéries des grandes villes. La musique dite aasri (littéralement « moderne »), relève de cette catégorie. C'est un genre musical générique, grand public, qui ressemble à la chanson de variété occidentale, il consiste une modernisation de la musique folklorique ou traditionnelle par l'intégration des orchestres et d'instruments de musique nouveaux.
Le bedoui oranais (qui signifie rural), désigne une musique populaire apparu dans l'Ouest algérien à partir du XVIIIe siècle. La musique bedoui est considérée comme l'ancêtre du raï. Comprenant chant, gallal et gasba, ce genre a pénétré les villes au début du XXe siècle et s'y est modernisé et a abordé des sujets parfois très engagés (notamment le colonialisme). Au fil du siècle, le bedoui emprunte de plus en plus à la musique moderne et s'adapte à la standardisation des chansons plus courtes. Le bedoui est basé sur une poésie en langue populaire ou melhoun. Quelques grands chanteurs populaires de l'Oranie dont Cheikh Hamada et les cheikhat comme Cheikha Remitti chantaient des textes très populaires. L'entre-deux-guerres se caractérise par la citadinisation du « bédoui ». Puis, une nouvelle génération de chanteurs comme Ahmed Wahby et Blaoui Houari ont modernisé la chanson oranaise après la Seconde Guerre mondiale.
La musique Staïfi est une musique festive, destinée à animer tous les types de fête, elle se distingue à l'Est du pays par ses rythmes stridents, proches du style chaoui. Basée sur le rythme zendali originaire de Sétif et sur des instruments phares comme la zurna et la darbouka, la musique Staifi a beaucoup évolué avec les chanteurs de la nouvelle génération.
Le raï est un genre musical en arabe algérien issu du bedoui oranais et du répertoire féminin des medahates. Né en Oranie sous sa forme traditionnelle qui se base sur des instruments rudimentaires : la gasba et le galal (tambour), le raï s'est popularisé par étapes dans le reste de l'Algérie ; il a commencé à s'implanter sous sa forme moderne dans les années soixante-dix dans les périphéries des villes. Puis, il conquiert le monde après avoir subi de nombreux enrichissements et perfectionnements en Occident, après d'être exporté par les cheb (jeunes interprètes du raï) hors de l'Algérie, notamment dans les banlieues françaises.
Le raï des débuts était assimilé à un phénomène marginal et interdit dans les médias officiels, car il traite des sujets tabous. Le centre national de recherches préhistoriques, anthropologiques et historiques (CNRPAH) algérien a déposé un dossier de candidature à l'UNESCO pour classer le « Raï, chant populaire algérien ». Cette démarche est une volonté de classer ce genre musical, le rai, et ses textes de poésie tels qu’ils avaient existé au début du siècle dernier comme « forme d’expression musicale et poétique féminine ». En 2022, le raï, est inscrit sur la liste représentative du patrimoine culturel immatériel de l'humanité en tant que chant populaire d'Algérie.

### Musique berbère

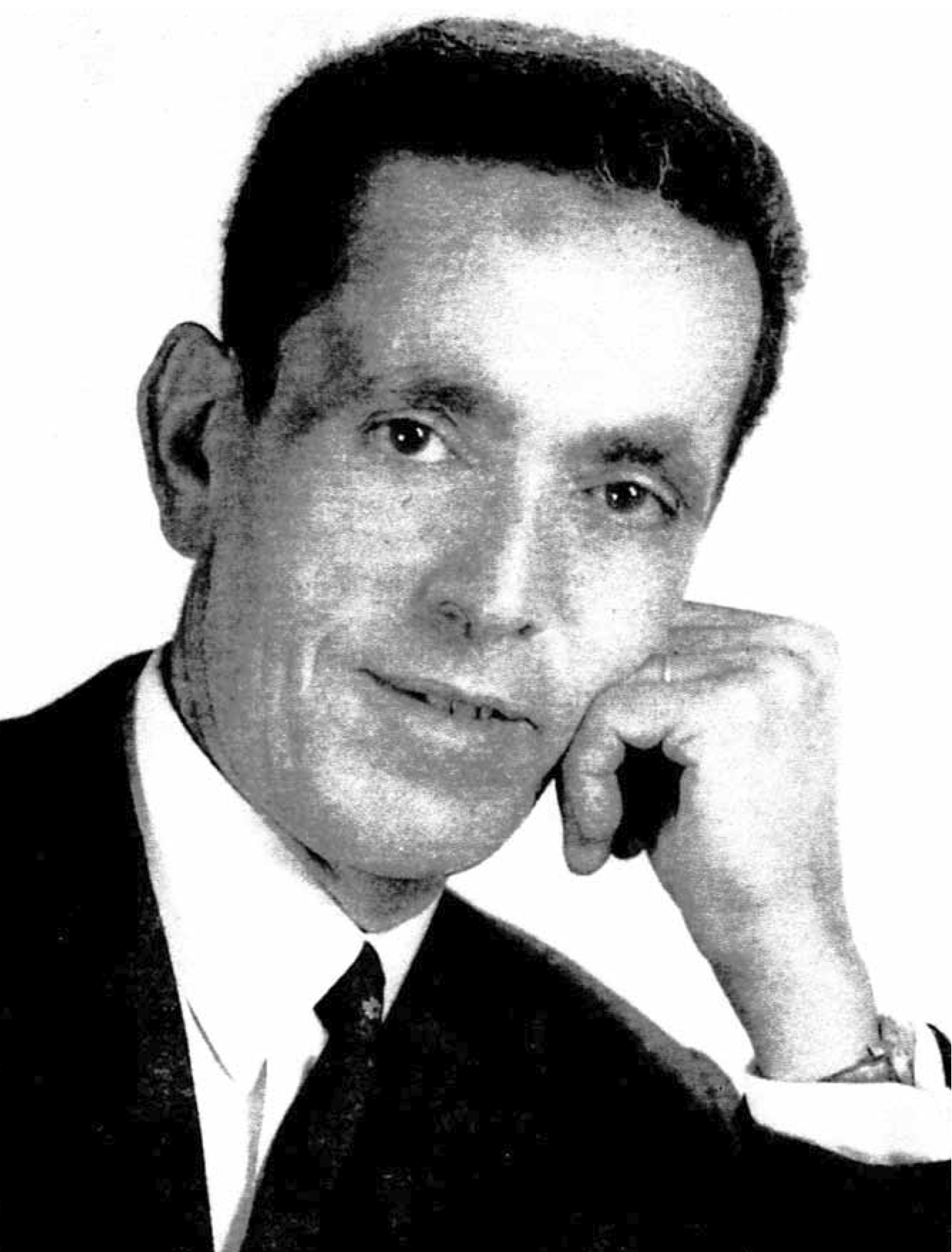
Slimane Azem (1918-1983), poète et fabuliste de la musique kabyle

La musique contemporaine d'expression berbère émerge principalement en Kabylie. D'abord au sein de l'émigration avec des chanteurs exilés : Cheikh El Hasnaoui, Slimane Azem ou Cherif Kheddam, avant de s'implanter en Algérie. La musique kabyle y est dominée par le chant, notamment féminin. De nombreuses voix féminines se sont distingués dans ce registre notamment les chanteuses Hanifa, Nouara, Karima et Malika Domrane. Dans les années 1970, des tentatives de modernisation de la musique berbère ont débuté avec des artistes kabyles comme Idir qui a composé et interprété la chanson célèbre A Vava Inouva et qui a fait le tour du monde.
Les années 1970 voient naître également plusieurs groupes modernes occidentalisés ; ces groupes ont introduit des instruments modernes comme la guitare folk, classique et électrique ainsi que le piano. Puis dans les années 1980, des chanteurs contestataires ont marqué cette période par des revendications politiques et identitaires dont Lounès Matoub, en est l'exemple type. Actuellement[Quand ?], la scène artistique kabyle est très diversifiée. On y trouve la chanson contestataire, mais aussi de la musique commerciale qui trouve son public parmi les jeunes, et de la variété qui mêle romantisme, société et vie de tous les jours. Il existe des chansons de style moderne qui sont souvent écoutées lors de festivités, cette musique est composée d'une façon plus légère et soutenue par des instruments modernes, le synthétiseur essentiellement, et dont les paroles abordent l'amour au premier lieu en tentant de rompre les tabous ancrés dans la société berbère notamment sur les relations amoureuses des jeunes. Des chanteurs comme Takfarinas ont connu une expansion et sont écoutés en dehors des zones berbérophones en Algérie dès les années 1980.
La musique chaouie est une musique traditionnelle des Aurès. Elle est chantée en chaoui ou en arabe dialectal, et parfois dans un mélange harmonieux des deux langues. Le folklore est diversifié dans ces régions, le caractère musical dominant est une formation de trois ou quatre musiciens jouant la gasba et le bendir. Les premiers chanteurs qui ont connu un succès international sont Aïssa Djermouni et Ali Khencheli.
Le rahaba, est une danse exécutée en groupe réservée aux hommes, mais les femmes y participent occasionnellement. Les izlen, sont des poèmes berbères lyriques, ils signifient par extension, tous les poèmes en langue berbère. Les Aurès comptent plusieurs genres musicaux, le rekrouki est un genre propre à la région de Tébessa. Le chant et la danse des azriet, sont très célèbres. Le genre ayache, interprété exclusivement en langue chaouie, est à l'origine le nom d'un jeune garçon pleuré par sa mère à sa mort qui a fini par constituer un répertoire à part entière. Le dmam interprété exclusivement en langue berbère est un genre non mesuré et mélancolique qui implore à travers la poésie un  rapprochement avec l'être blessé. Un autre genre de musique moderne chaouie s'est imposé dans la région, cette musique est un mélange de rock, de blues, de folk et de raï en langue chaoui et en arabe.

### Musique patrimoniale et folklorique

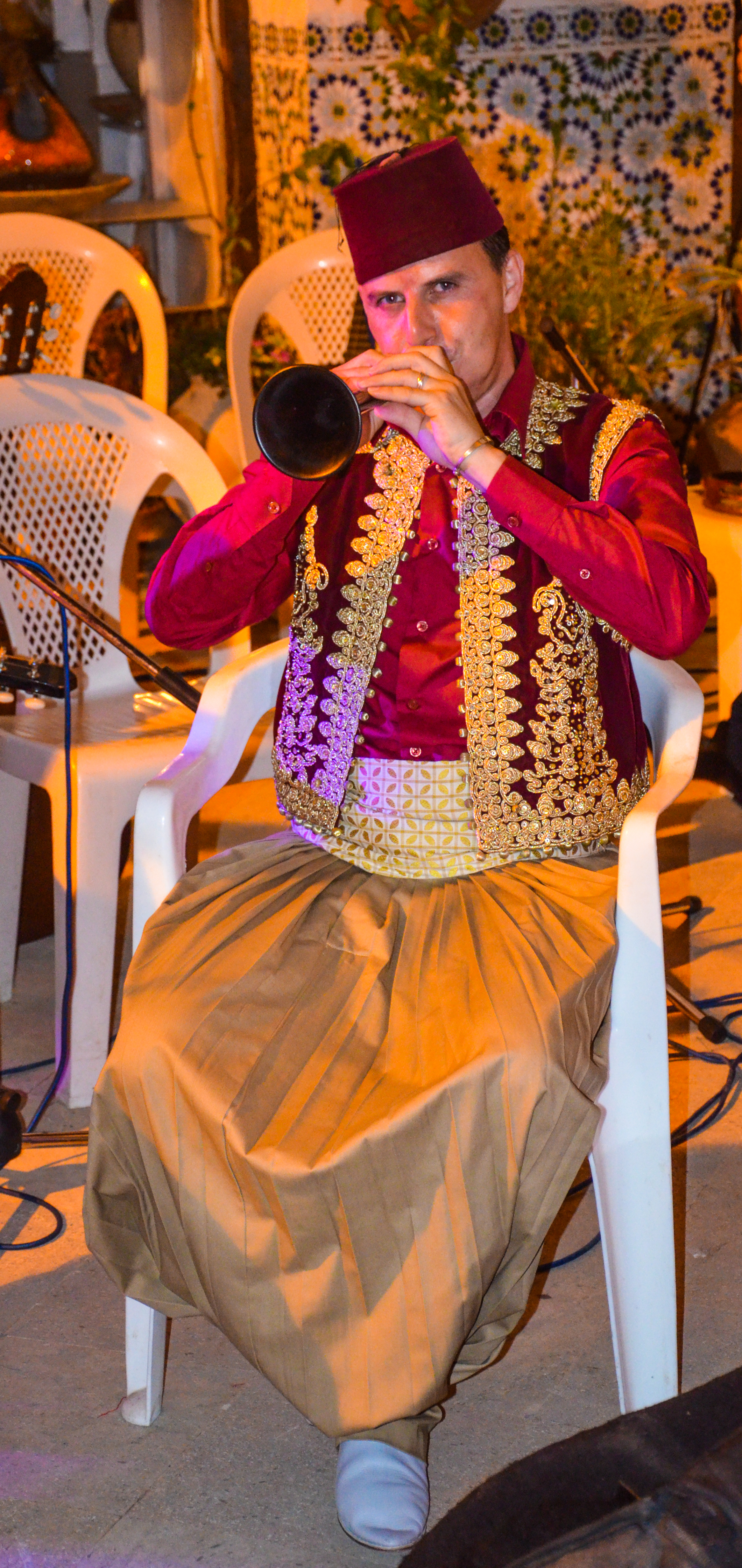
Homme jouant la zorna.

La zurna est une musique, jouée dans les anciennes villes de garnison telles Alger, Béjaïa, Médéa, Blida et Koléa du XVIe siècle jusqu'à la conquête coloniale. Elle se développe dans la pratique rituelle religieuse et elle s'est attachée à la musique citadine chaâbi pour lequel elle servait d'ouverture.
Dans les villes, le phénomène des Aïssawa qui repose sur le soufisme, a connu un développement important. Cette confrérie, fondée au Maroc, est introduite en Algérie à la fin du XVIIIe siècle, se distingue par son rituel du « jeu » (la‘ab) qui comporte des exercices de mutilations physiques que s'infligent les adeptes sans se provoquer de blessures, du moins graves. Le rituel des Aïssawa, mêle des références au soufisme, des poésies spirituelles, des musiques folkloriques, l'ésotérisme et des danses d'extase, il est rejeté en tant que pratique religieuse par l'orthodoxie musulmane.
L'allaoui, est une danse traditionnelle guerrière à plusieurs variantes issue des danses tribale des hauts plateaux oranais. C'est également un rythme populaire très répandu dans l'Ouest algérien, il est dansé par des mouvements d'épaule au rythme des percussions. La dara est une variante de la tribu des Ouled Nhar, de la région de Sebdou. Le haydus interprété dans la région nord des Hauts Plateaux, est une danse collective qui associe le chant, la poésie et la danse, les participants se mettent sur deux rangs se faisant face, hommes seuls, femmes seules ou hommes et femmes alternés, étroitement serrés, épaule contre épaule. Pour les femmes, le saf (rang) est une forme d'expression exclusivement féminine exécutée debout. Elles forment deux lignes parallèles et dansent dans un mouvement « avançant/reculant », tout en tapant sur des bendirs.
Le sraoui est un chant traditionnel des Aurès et de la région de Sétif, accompagné de deux gasbas, il se divise en deux genres : le jbayli interprété en chaoui et le bhayri, exécuté dans les plaines en arabe.

### Musiques du Sahara

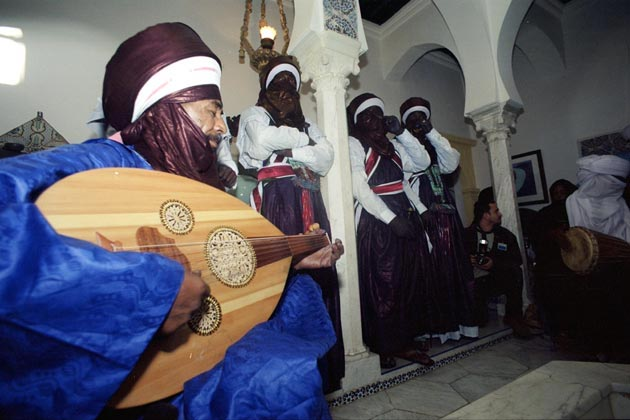
Othmane Bali (1953 2005), icône du style targui.

Le Sahara algérien possède un riche patrimoine musical, les musiques régionales se caractérisent par le chant, souvent interprété sur des échelles assez courtes, du genre pentatonique, et accompagné par des percussions. Le chant bédouin du Sud appelé communément chant saharien, ou plus spécifiquement aiyai domine dans l'Atlas saharien et dans les hautes plaines steppiques du Sud-est du pays, le corps textuel de ce chant est issu de la poésie melhoun.
La musique touarègue, est réputée pour le jeu de l'imzad, un instrument traditionnel, et le tindé (« chants avec tambour »). Dans le Gourara, l'Ahellil est pratiqué, surtout pendant certaines fêtes religieuses, par les berbérophones d'origine zénète, ce genre musical consiste à effectuer des chansons en chœur, la danse et la participation de l'auditoire. En 2008, l'UNESCO a inscrit l'Ahellil du Gourara sur la liste représentative du patrimoine culturel immatériel de l'humanité.
Dans la région du Souf, c'est le trio composé d'un souffleur de mezoued et d'un tebbal (multi-percussionniste) qui anime les fêtes familiales et publiques. La musique diwane, appelée également gnaoua, est un répertoire d'origine subsaharienne et un rite de possession pratiqué dans de nombreuses régions d'Algérie et du Maghreb sous différentes appellations.

## Musique populaire

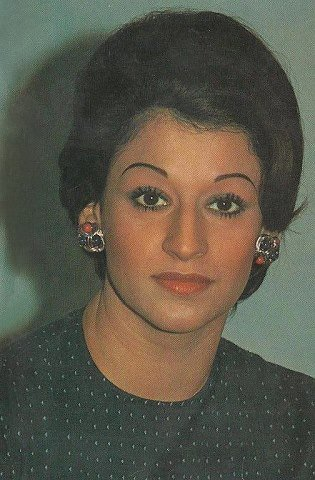
Warda al-Jazairia (1939-2012), grande cantatrice de la chanson arabe et très célèbre dans tout le monde arabe.

### Rock

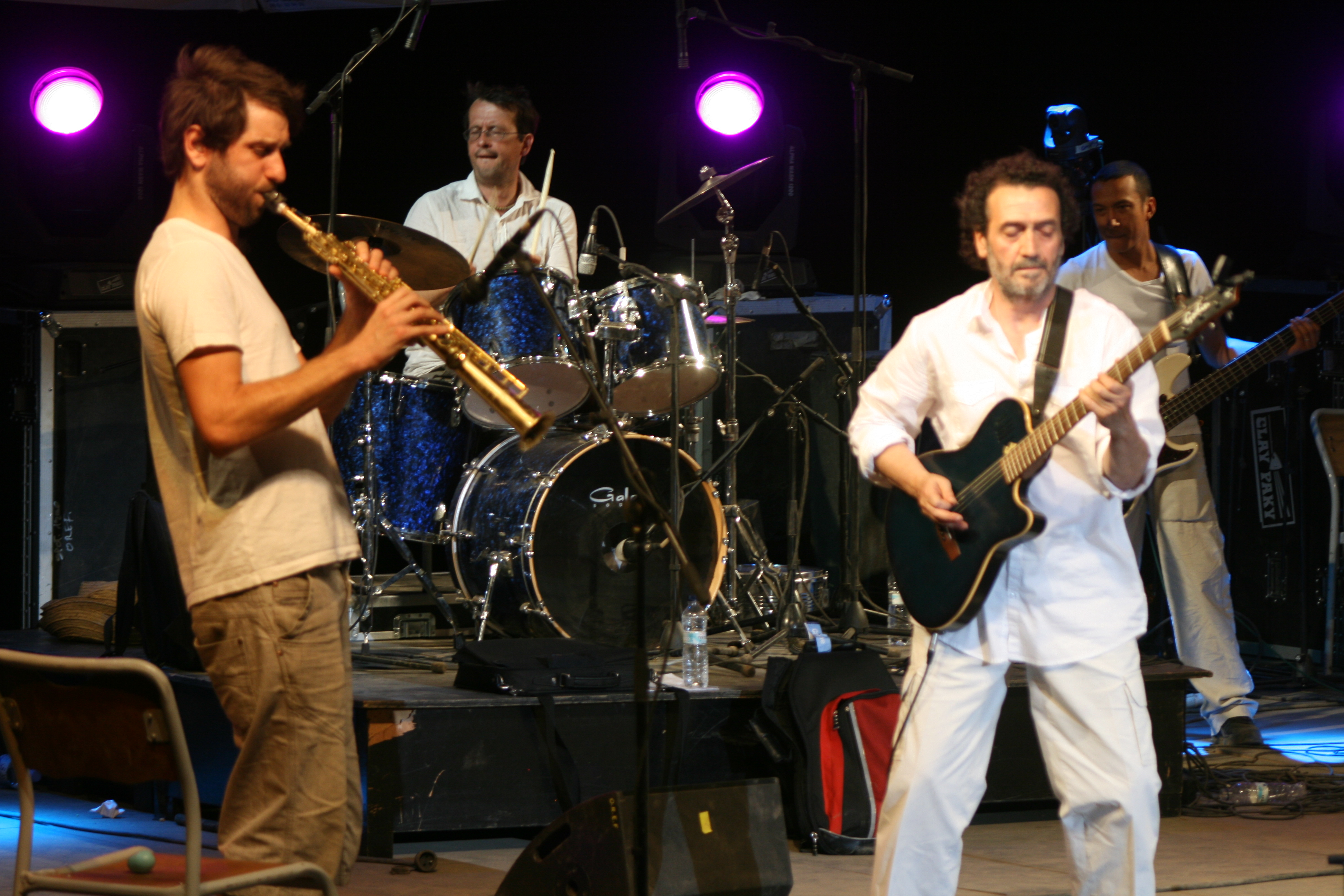
Le groupe de rock algérien, Cheikh Sidi Bémol, formé en 1992.

Warda al-Jazairia est une vedette algérienne de la musique arabe. Elle est considérée comme une « diva » de la chanson arabe, au même titre qu'Oum Kalthoum, Sabah ou Fairuz,. Son répertoire comprend plus de 300 chansons. Il existe une panoplie d'artistes connus dans le style orientaliste.
Depuis le début des années 1970, la musique algérienne se diversifie au contact de la culture occidentale. Les Charles Aznavour, Jimi Hendrix, Beatles, et autres Michael Jackson et Madonna ont largement influencé plusieurs artistes algériens les poussant à adapter différents styles musicaux venus d'Occident et d'Orient à la culture algérienne. C'est comme ça que l'on a vu apparaître de la variété (tendance occidentale et tendance orientale), rock, le rap ou encore le reggae en Algérie.
C'est sous l'influence des Rolling Stones, de Pink Floyd, ou encore de Johnny Hallyday, que le rock nait en Algérie à la fin des années 1970. La scène rock révèle des artistes comme Moh KG-2, ou le franco-algérien Jimmy Oihid qui ajoute à sa musique des traits de blues et de reggae. C'est dans les universités algériennes que continuaient à se révéler de nouveaux groupes de rock, et au milieu des années 1990, un rock plus dur commence à apparaître en Algérie : le death metal, avec pour figure de proue le groupe Litham.
Depuis les années 1990, le rock algérien connaît une véritable traversée du désert et les médias algériens ne diffusent plus des artistes de rock, et encore moins ceux produisant du métal. Mais l'engouement du public reprend de plus belle. La décennie 2000 a vu apparaître un nombre non négligeable de jeunes groupes rock tel que les Gin's, Helter skelter, Vortex ou encore Illusion

### Hip-hop
Le rap fait son entrée en Algérie dans les années 1980 et prend son essor vers la fin des années 1990 ; il se caractérise par son style américain et français. Le hip-hop naît en Algérie en 1985 avec un premier titre enregistré par Hamidou : Jawla Fe Lil. Ce titre d'influence très américaine, allait ouvrir la voie à plusieurs groupes qui naissent à Alger dès la fin des années 1980, dont Hamma et Intik, mais va être freiné par le manque de confiance des éditeurs, ainsi que la censure. Le véritable essor du rap algérien a lieu au milieu des années 1990, avec la diffusion à la radio algérienne et à l'ENTV de quelques titres de rap, ainsi que l'apparition de plusieurs artistes à Oran et Annaba.
En Algérie, c'est un certain Lotfi Double Kanon (issu de la séparation du groupe Double Kanon) qui fait un tabac. Actuellement[Quand ?], le rap algérien (comme le rock) est peu présent dans le champ musical et « officiel » algérien et peu diffusé dans les médias.

## Instruments traditionnels
L'Algérie compte un nombre important d'instruments de musique, ces instruments organisés en formations, offrent de nombreuses combinaisons qui varient du nord au sud. Les orchestres citadins usent d'instruments de toutes catégories à cordes, à vent et à percussion. Dans la musique rurale, on atteste des formations de type : percussion / gasba ou ghaïta. Les percussions sont de différentes formes : gallal et/ou bendir à l'Ouest ; tbal ou daff au centre et tabla et/ou bendir à l'Est. Dans le Sahara, les instruments utilisés sont pour la plupart à percussion.
Les insstruments à vent comprennent : ney, gasba, zurna/ghaïta, chekoua, fhal.
Les instruments à cordes comprennent : mandole algérien, oud, kuitra, rabâb, violon, banjo, kamânche, guitare, guembri, imzad, bangri. Parmi les instruments de percussion, on compte : darbouka, bendir , gallal, karkabous, daf, riqq, tabla, tindé.

## Galerie

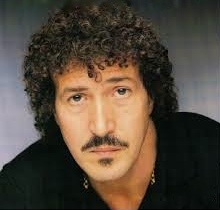
Lounis Aït Menguellet, barde actuel, le « Bob Dylan kabyle », est assurément l'un des plus grands chanteurs kabyles.
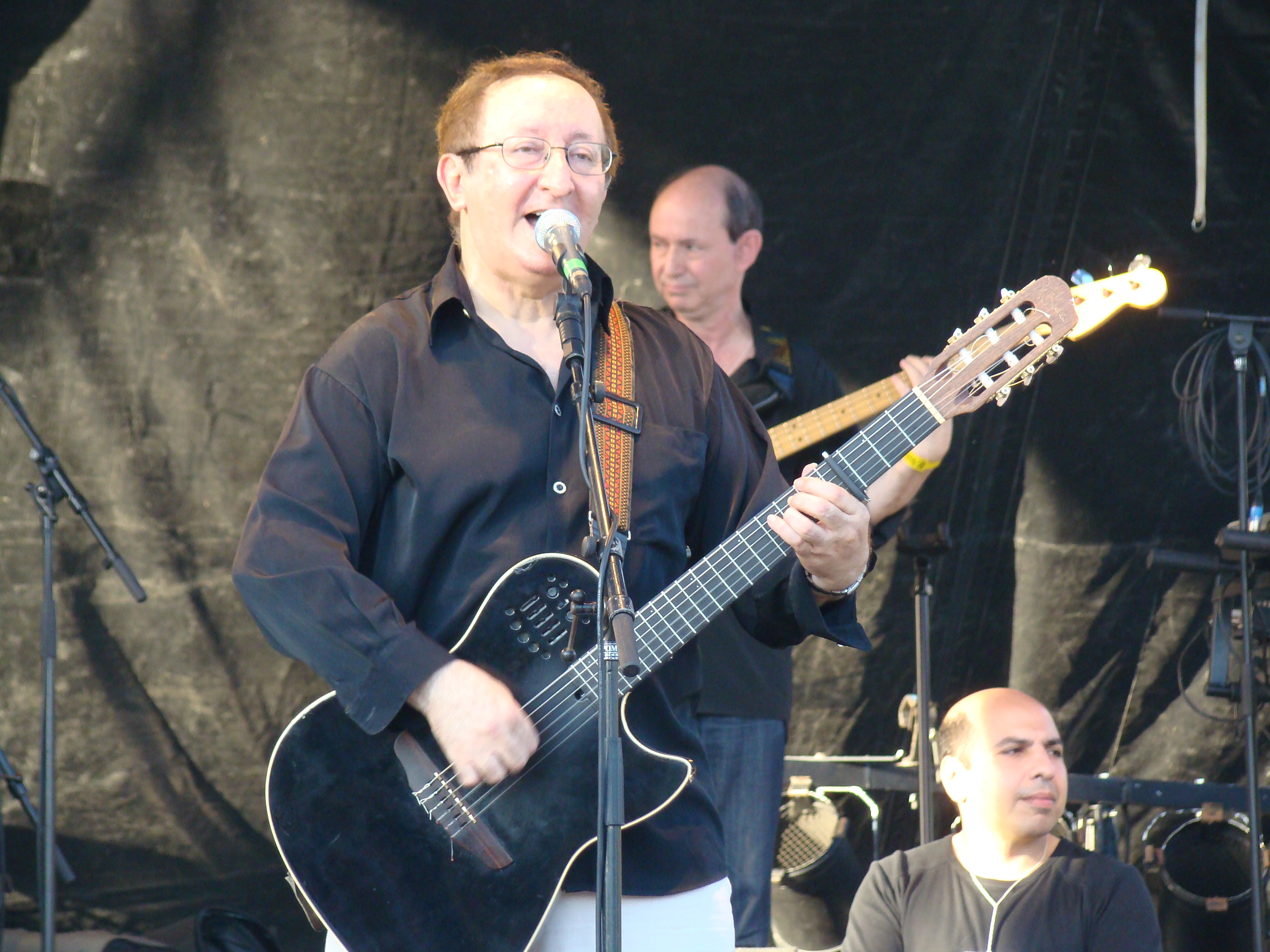
Idir, l'une des grandes figures de la musique kabyle moderne, est l'ambassadeur du parler kabyle à travers le monde. Son tube « Avava Inouva » fut diffusé dans 77 pays et traduit en 15 langues.
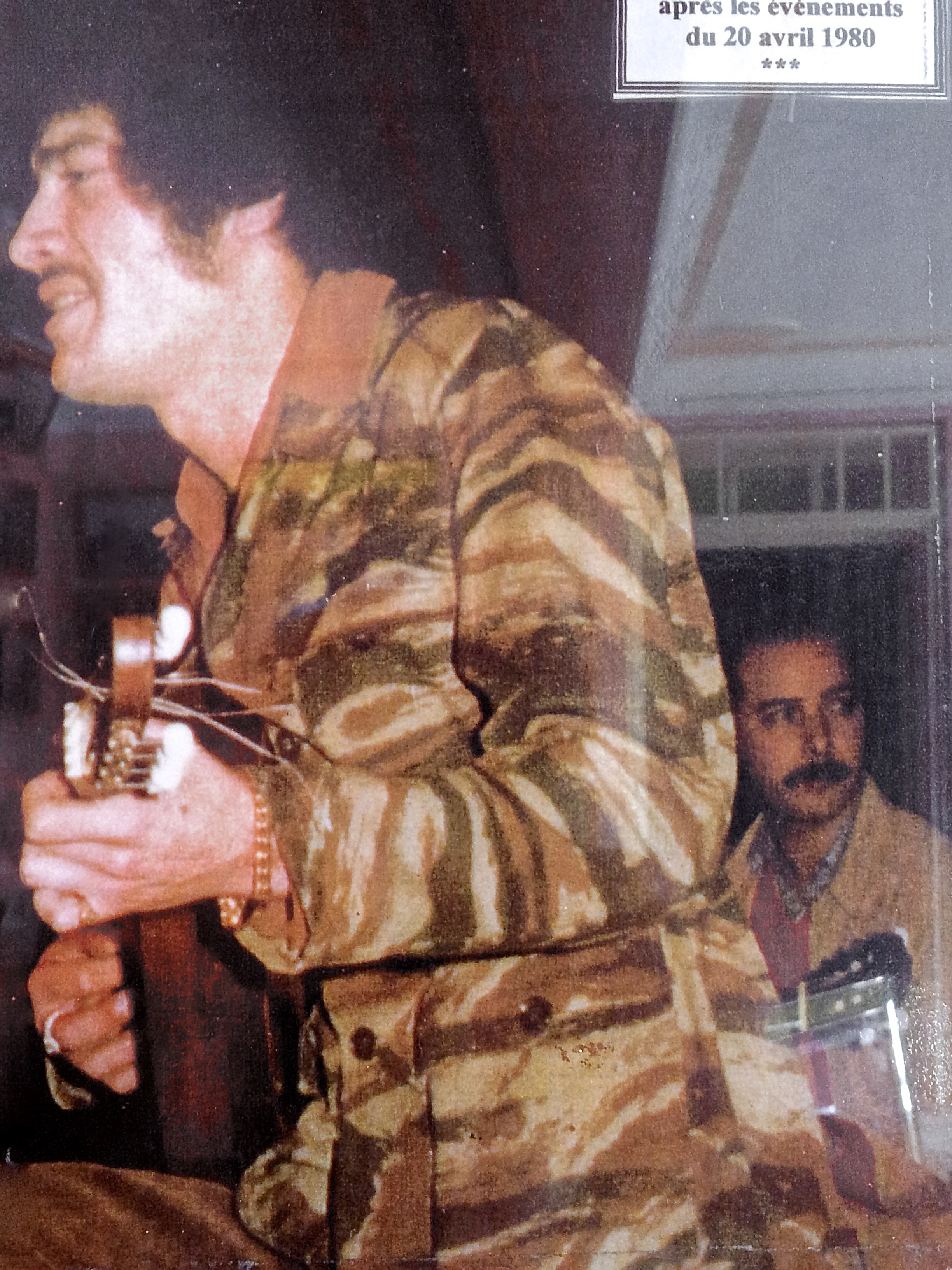
Lounès Matoub (1956-1998), surnommé le « rebelle » à cause de ses chansons contestataires, assassiné, le 25 juin 1998. Il est considéré comme le chantre de la culture berbère.
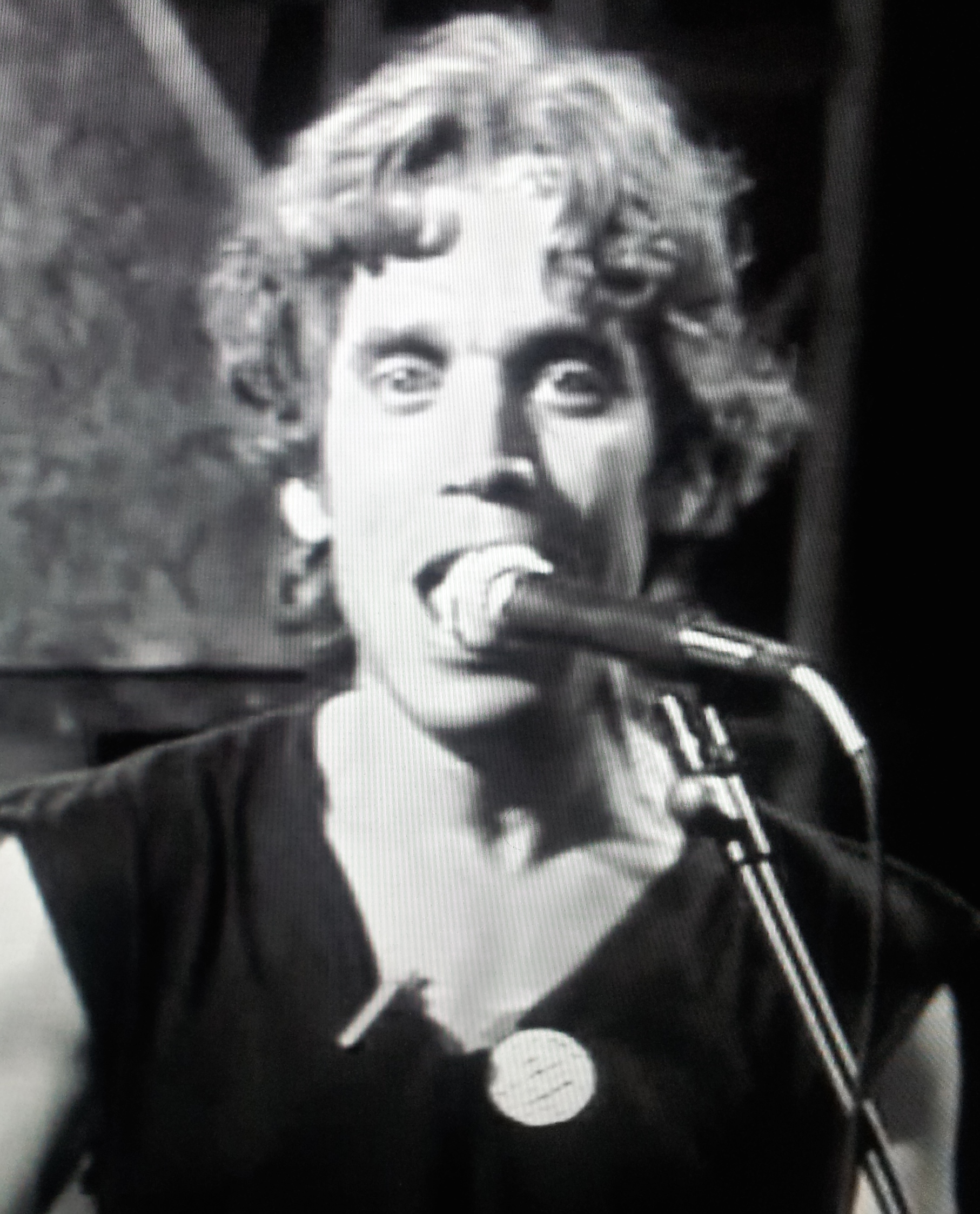
Djamel Sabri, comme Aïssa Djermouni natif à Oum El Bouaghi, chanteur chaoui, il chante du rock, blues, jazz avec un mélange du style traditionnel chaoui comme Bechtola.
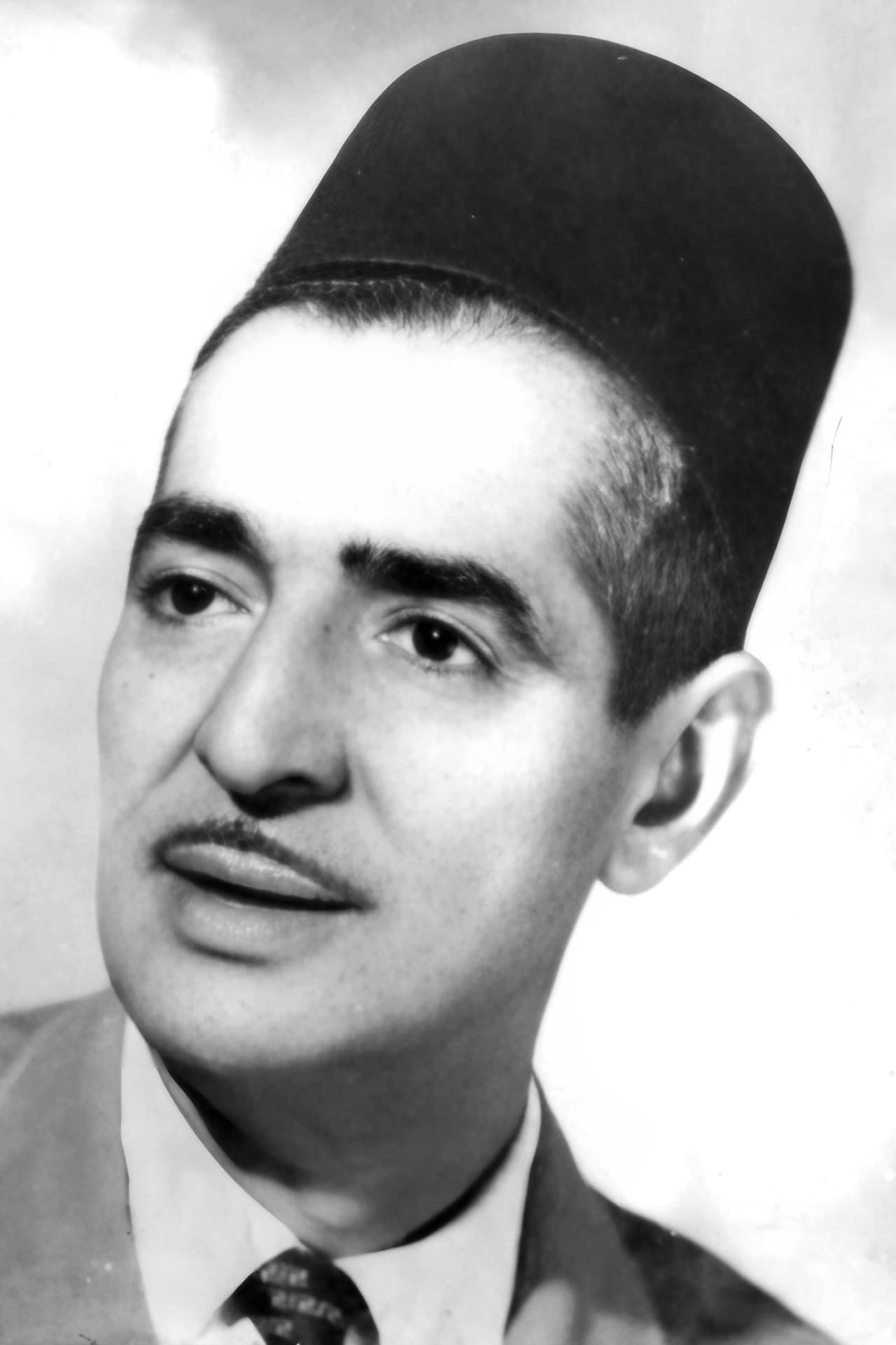
El Hadj M'hamed El Anka (1907-1978).
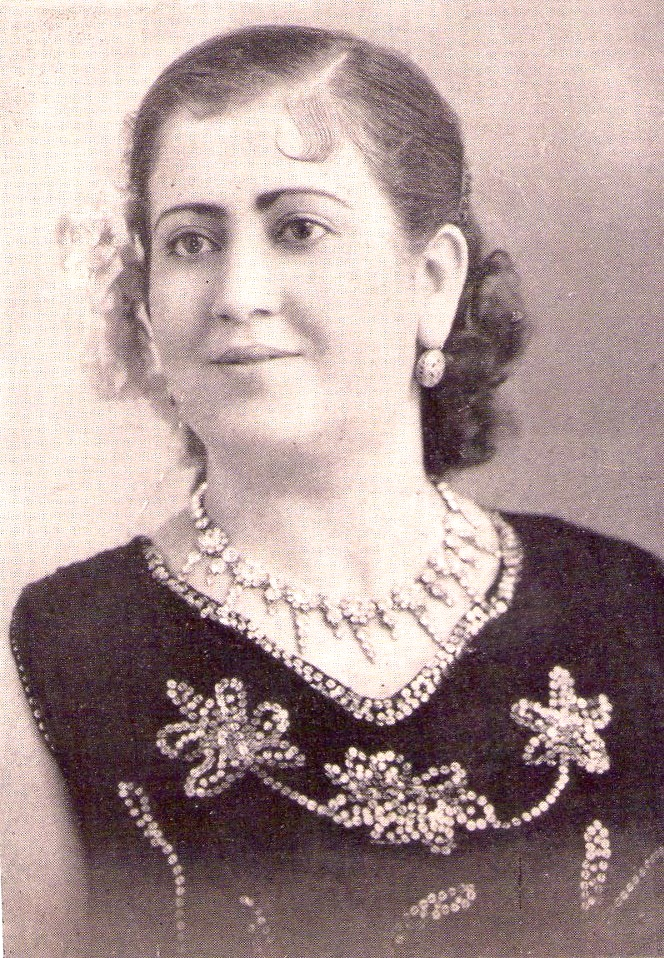
Fadhéla Dziria, (1917-1970), l'une des figures les plus marquantes de la chanson citadine dite « Haouzi ».
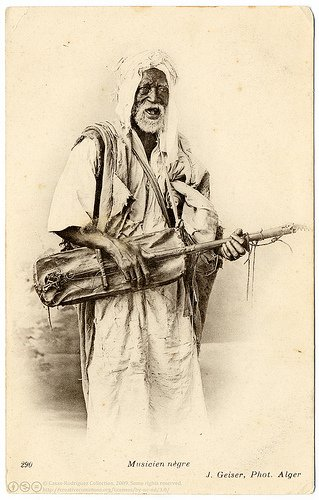
Gnaoui d'Alger avec son guembri (vers 1906), par Jean Geiser (1848-1923).
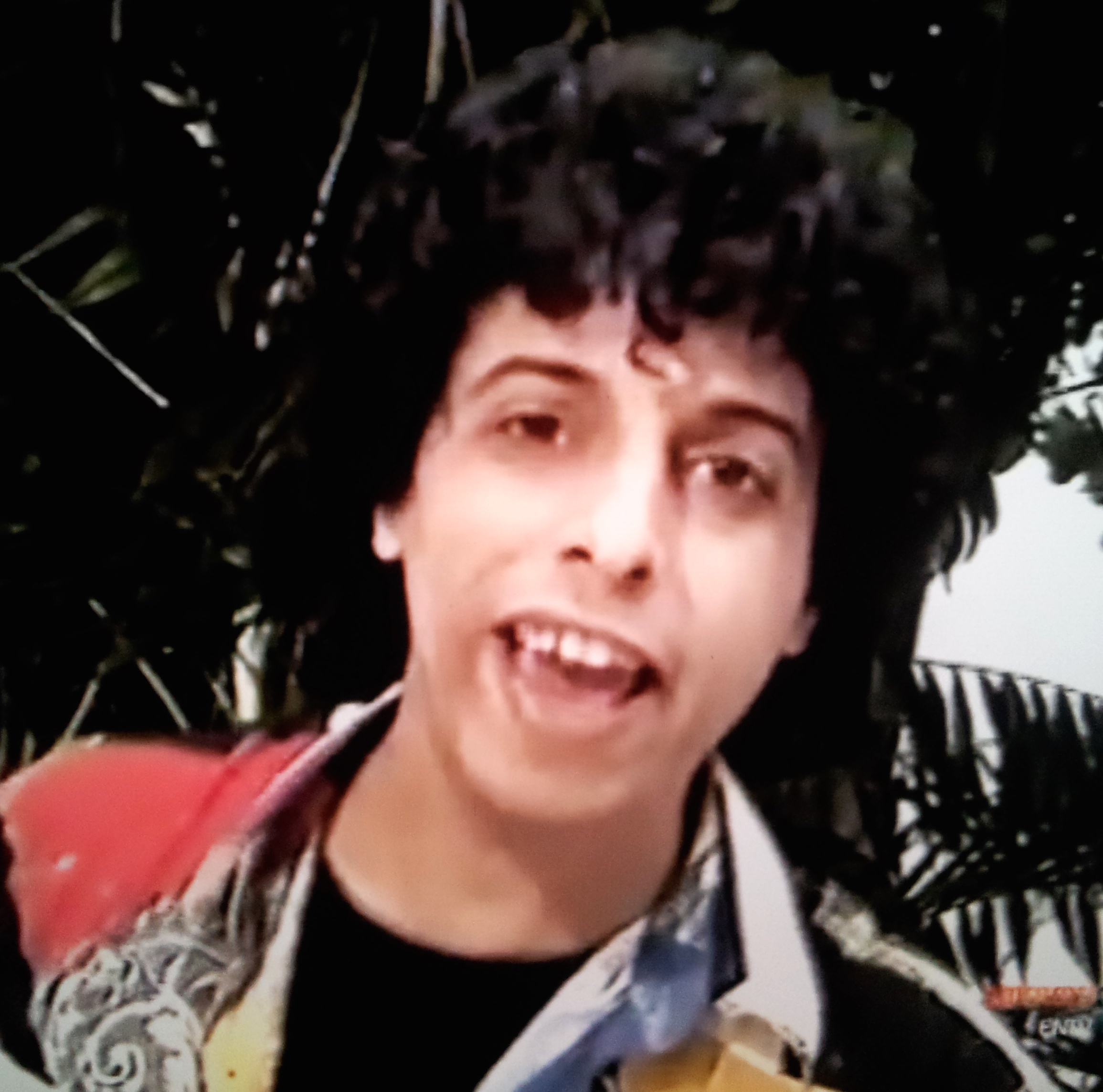
Hamid Baroudi, son style musical est très influencé par le gnawi et le blues touareg.
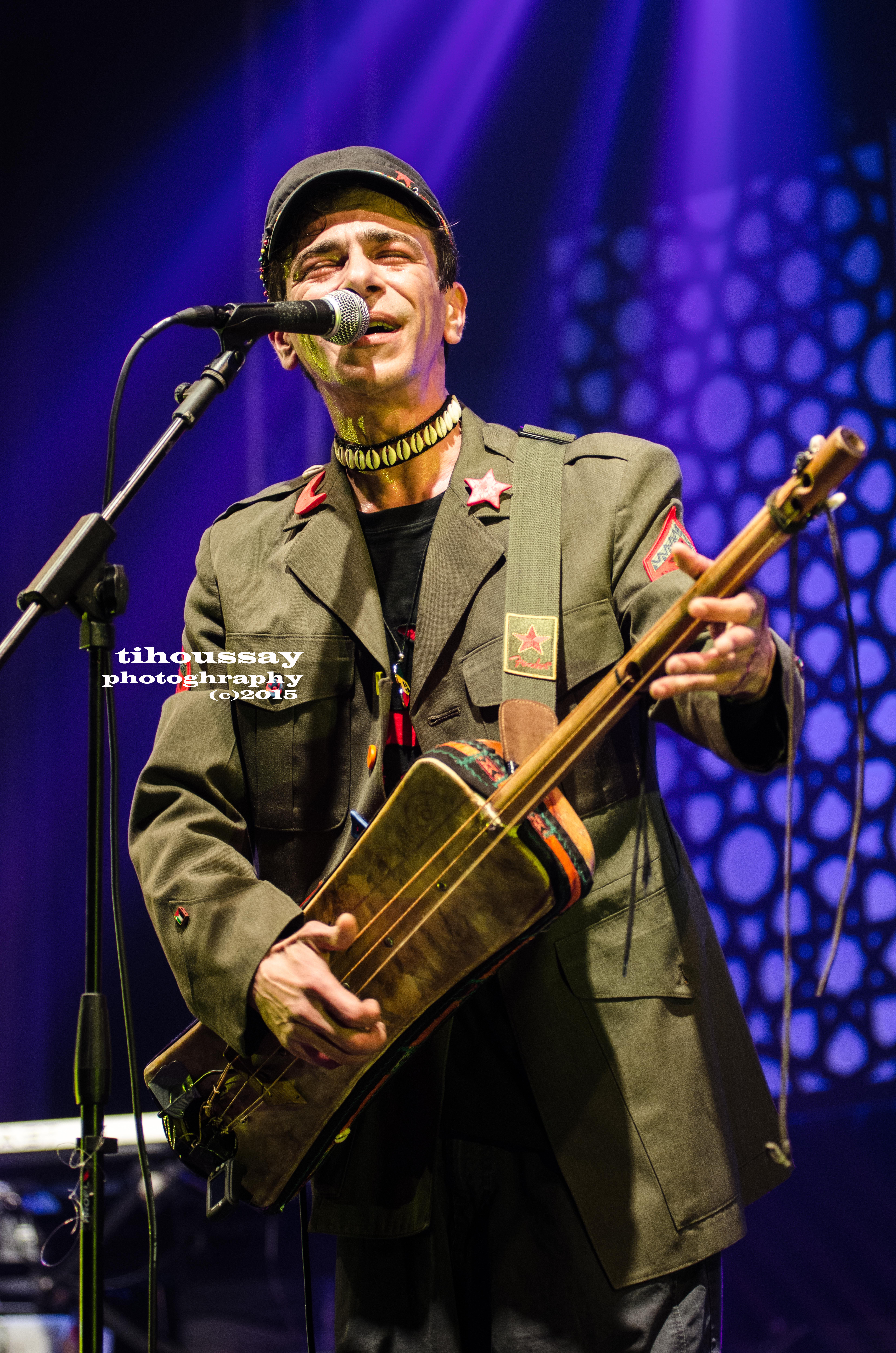
Amazigh Kateb, il mélange les styles traditionnels africains tels que le gnawi, chaâbi et raï.
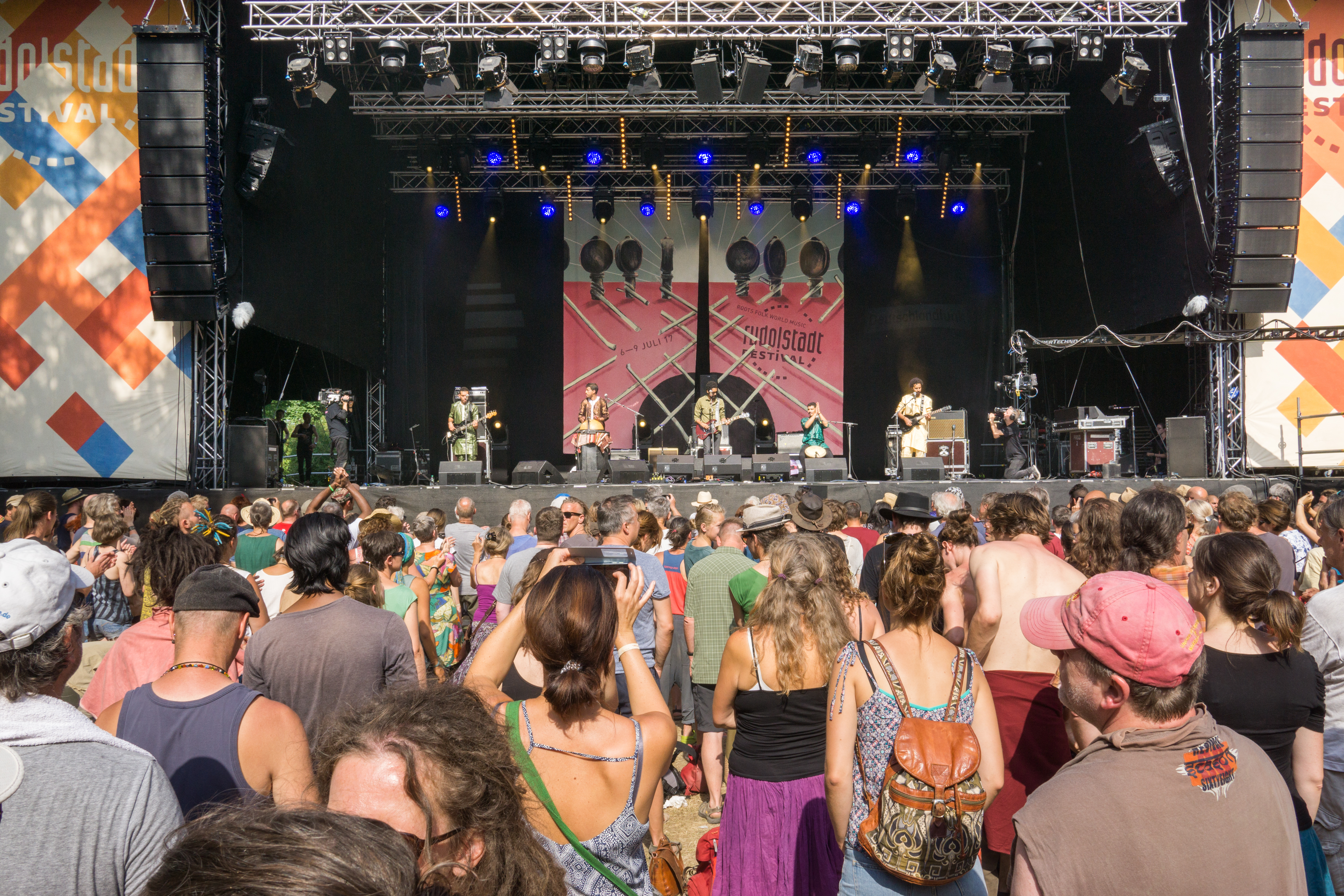
Le groupe Imarhan, dans le style blues touareg.
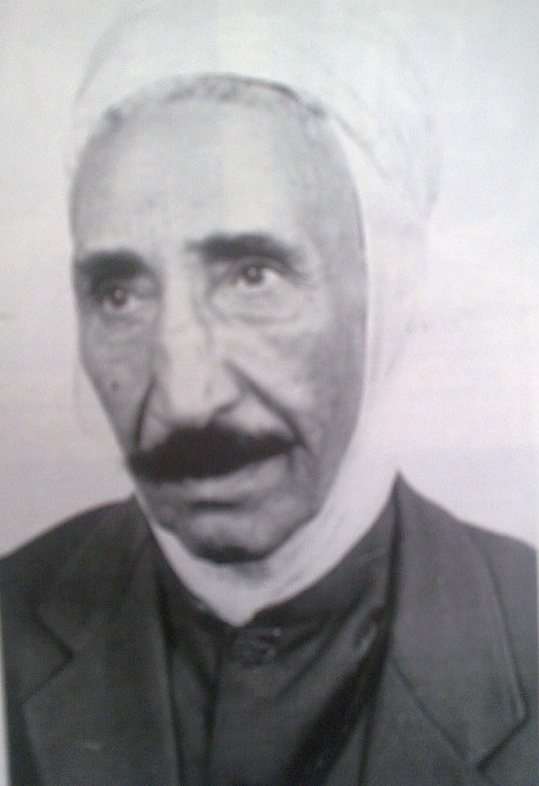
Cheikh Hamada (1889-1968). Maitre de la « chanson bedoui ».
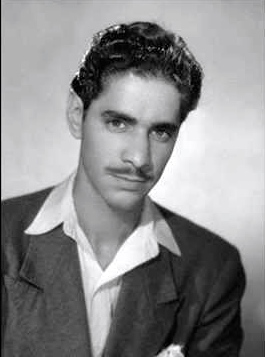
Ahmed Wahby (1921-1993), un des grands maitres de la chanson oranaise influencée par la « chanson bedoui ».
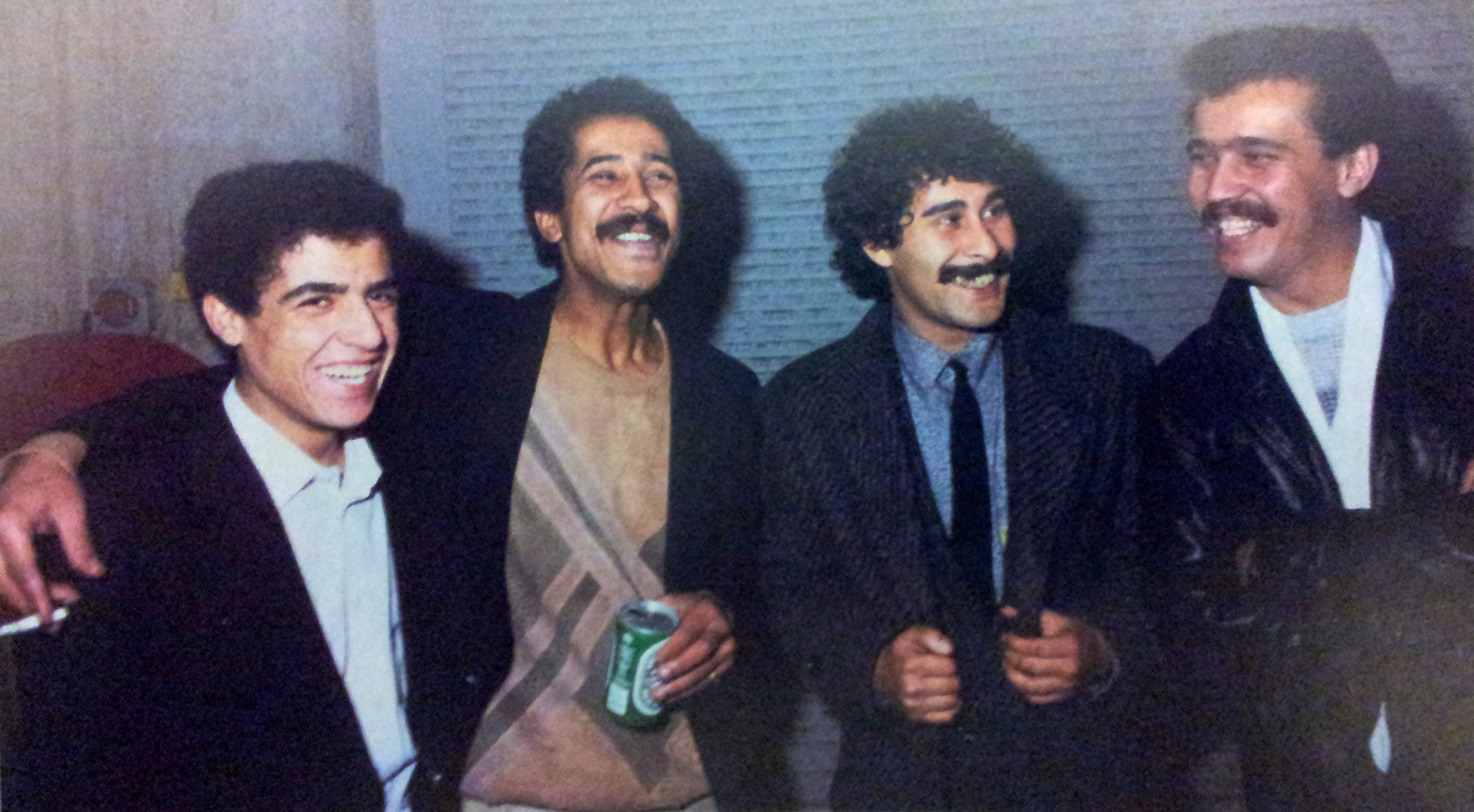
Festival de la chanson Raï en France (1986), de gauche à droite : Cheb Mami, Cheb Khaled, Cheb Hamid, Cheb Sahraoui.
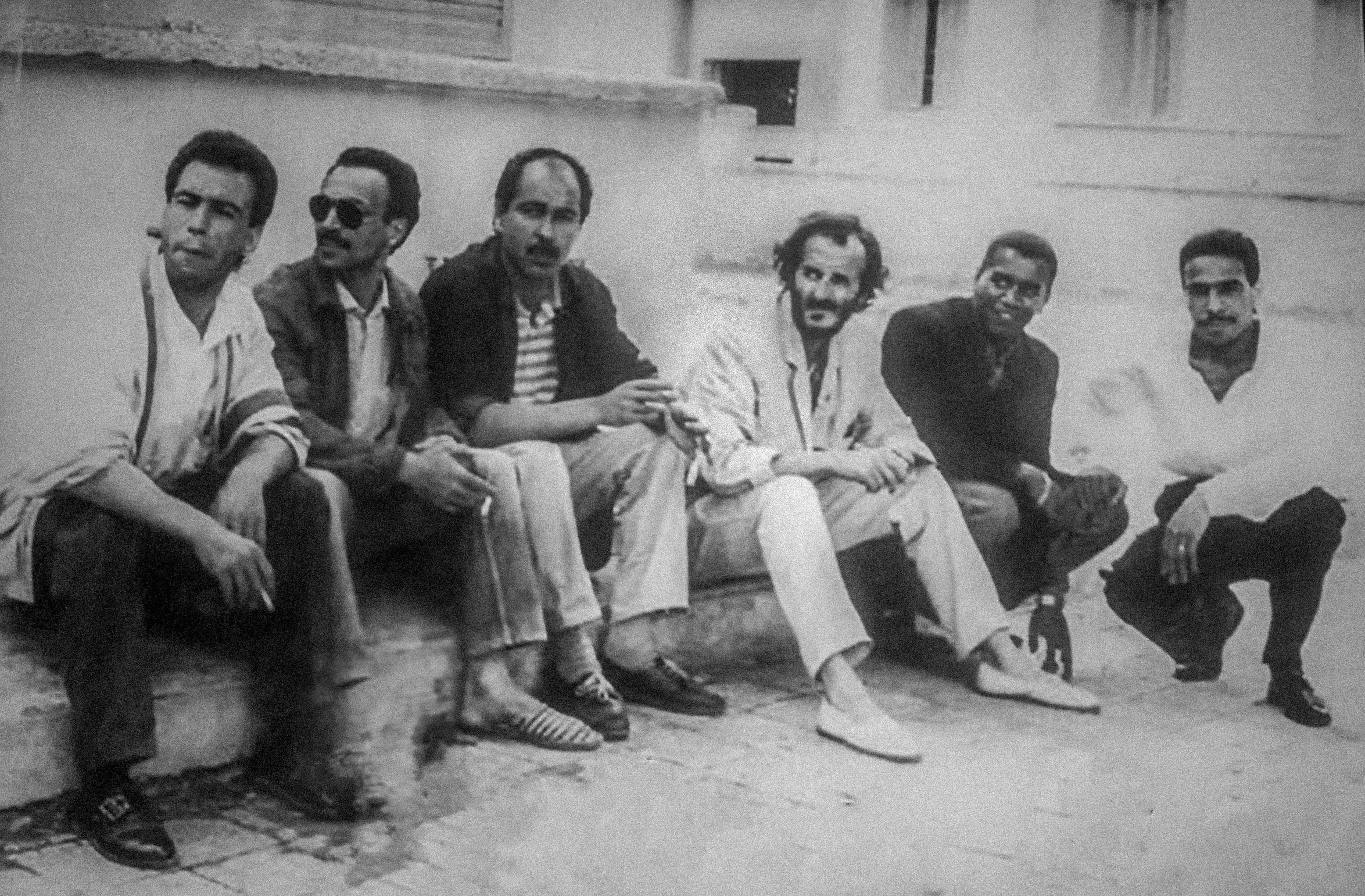
Le groupe mythique Raïna Raï, formé en 1980, qui se démarque de tout ce qui se fait à l’époque sur la scène musicale algérienne et très célèbre à l'étranger.De gauche à droite : Djilali Amarna, Kada Zina, Hachemi Djellouli et Lotfi Attar.
Musiciens aïssawa de Mostaganem.
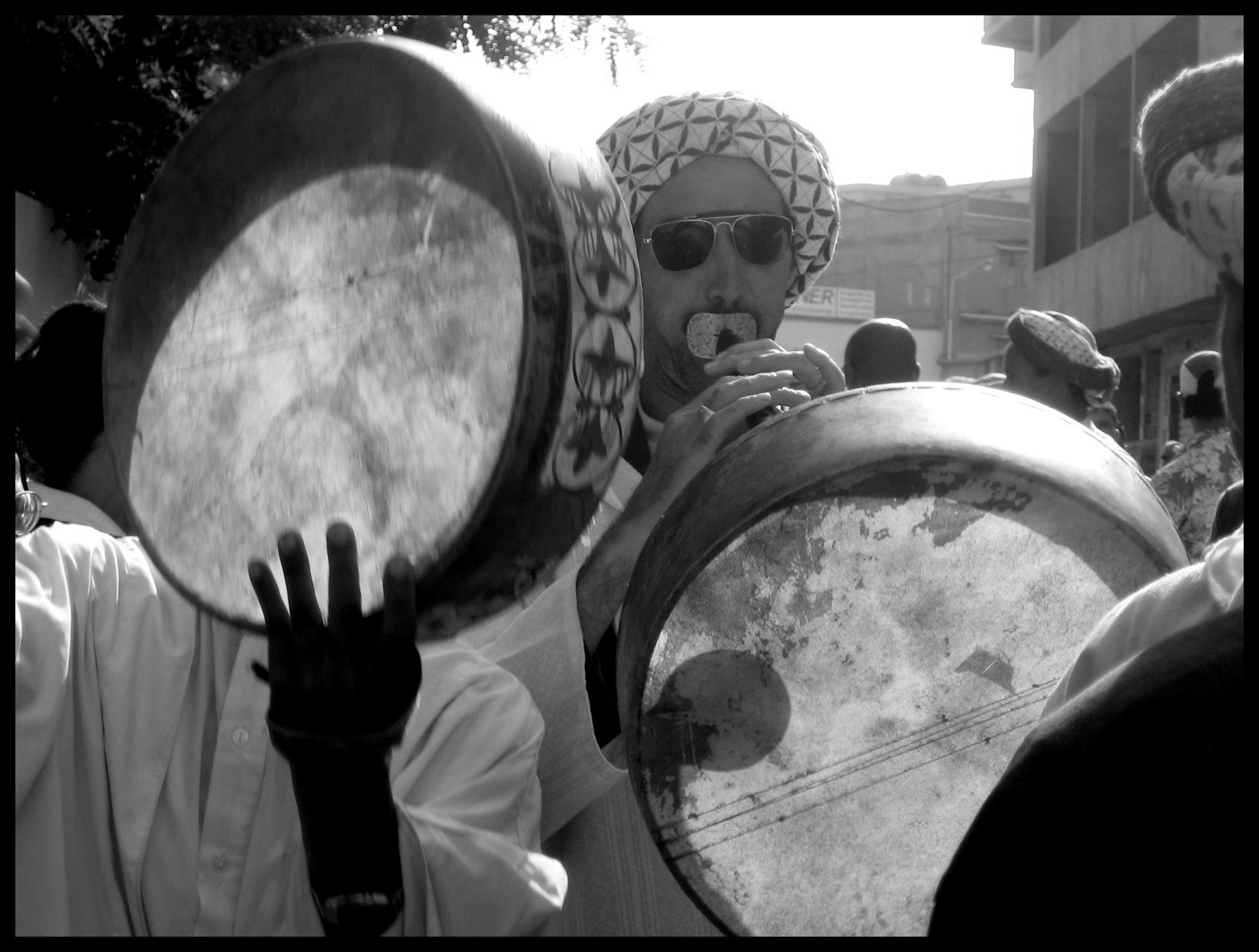
Bendir, instrument de percussion traditionnel.
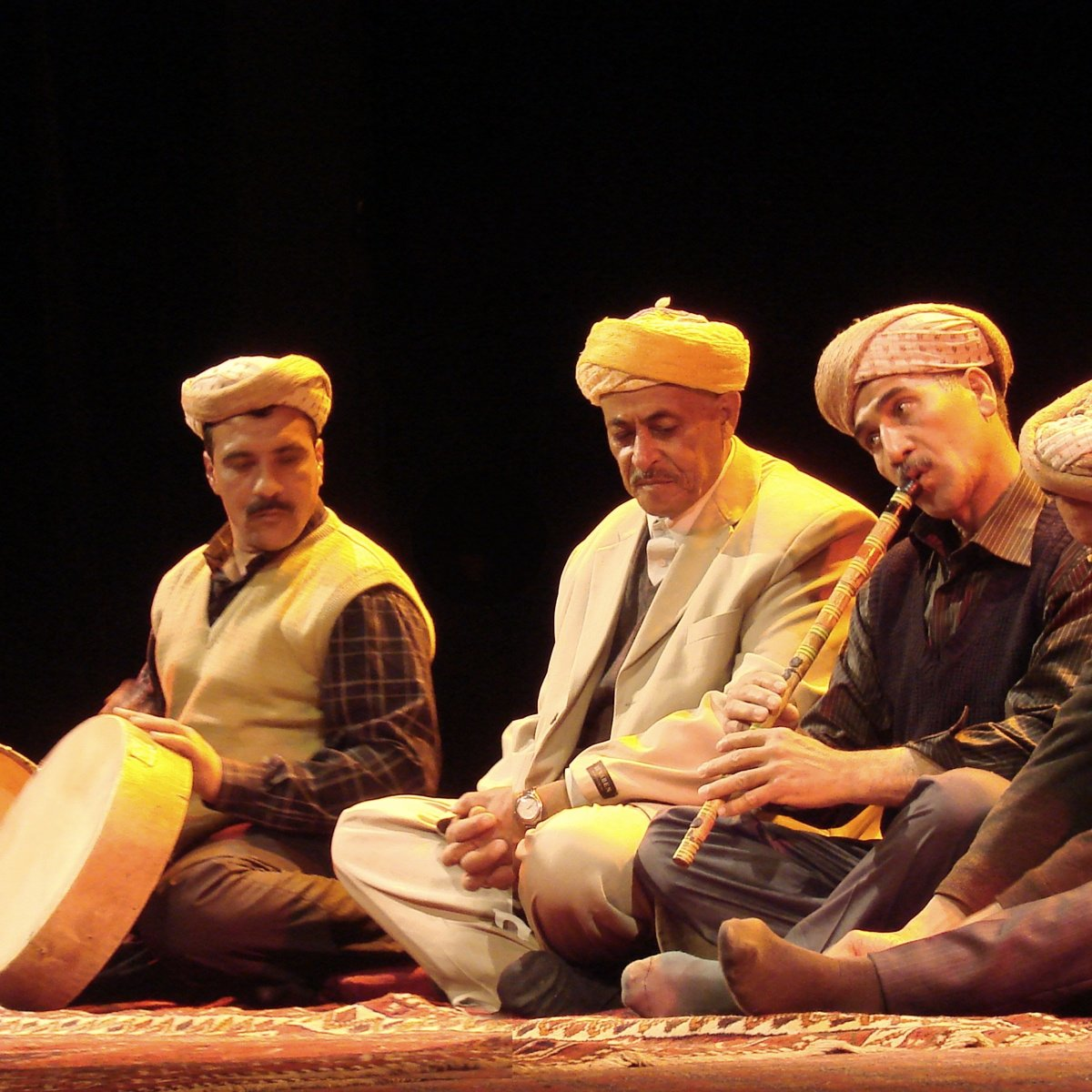
À droite, gasba, instrument très employé dans la musique folklorique.
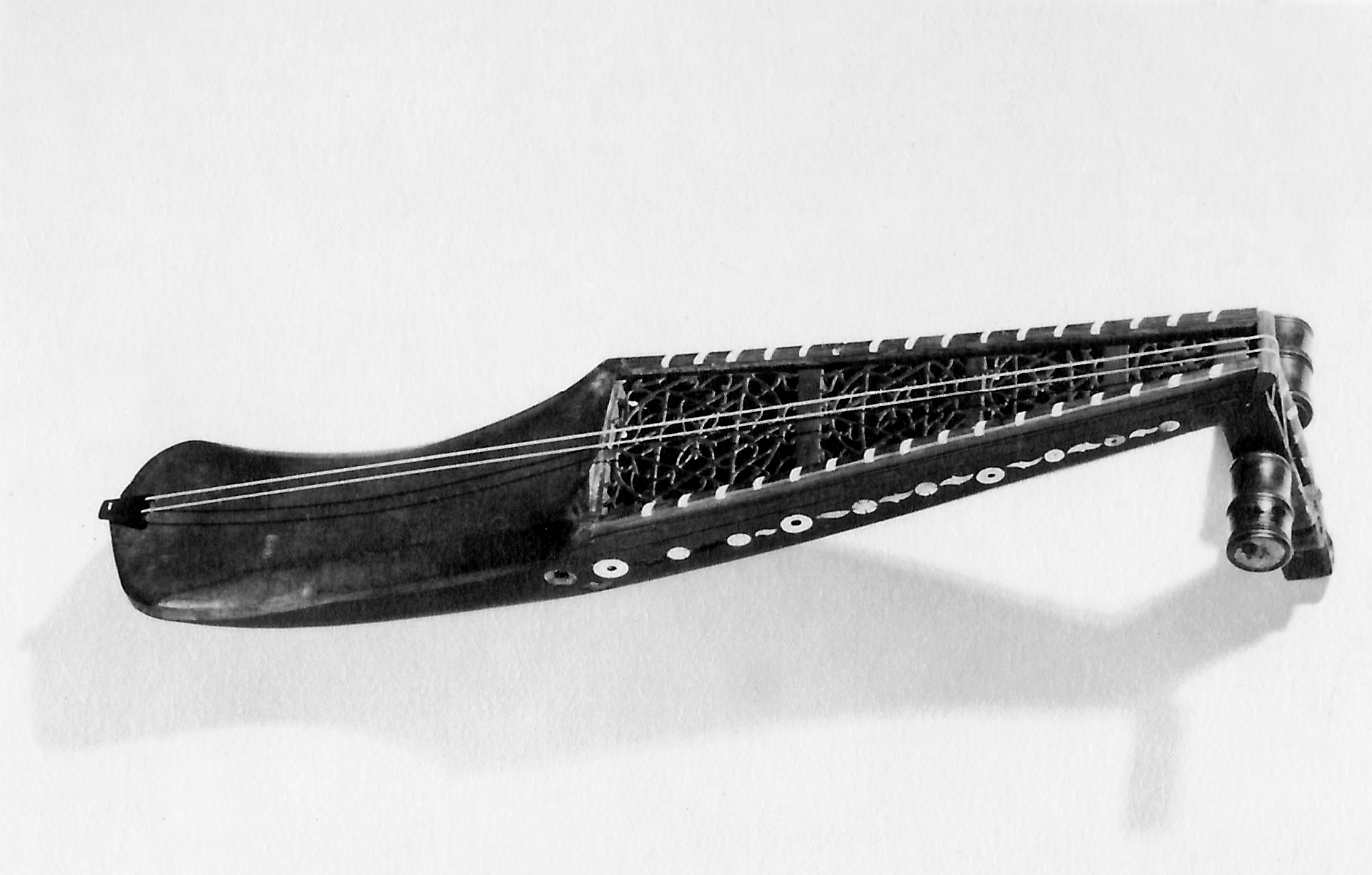
Le Rabâb, instrument utilisé dans la musique citadine.
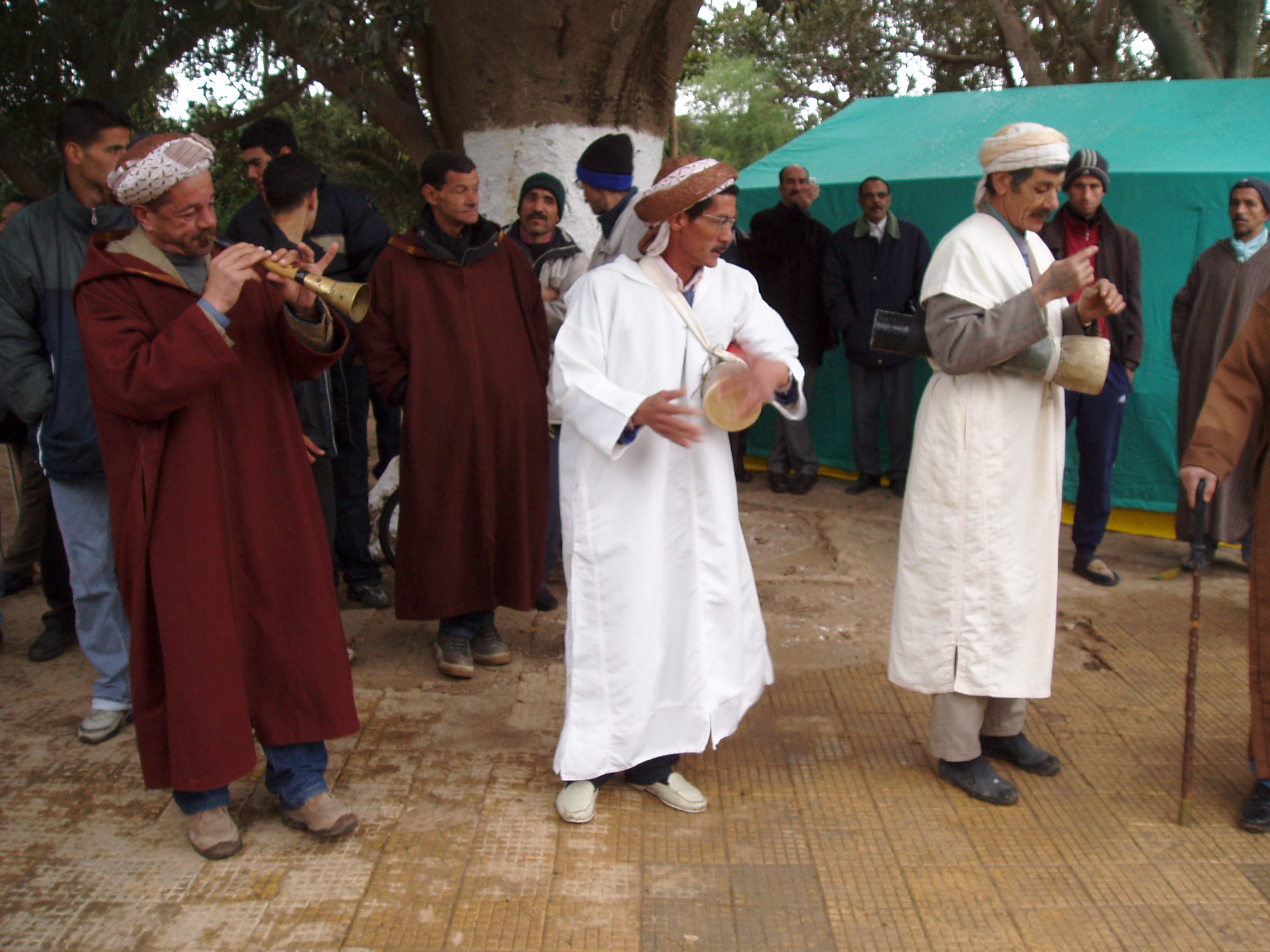
Une formation typique de la musique rurale de l'Ouest algérien.
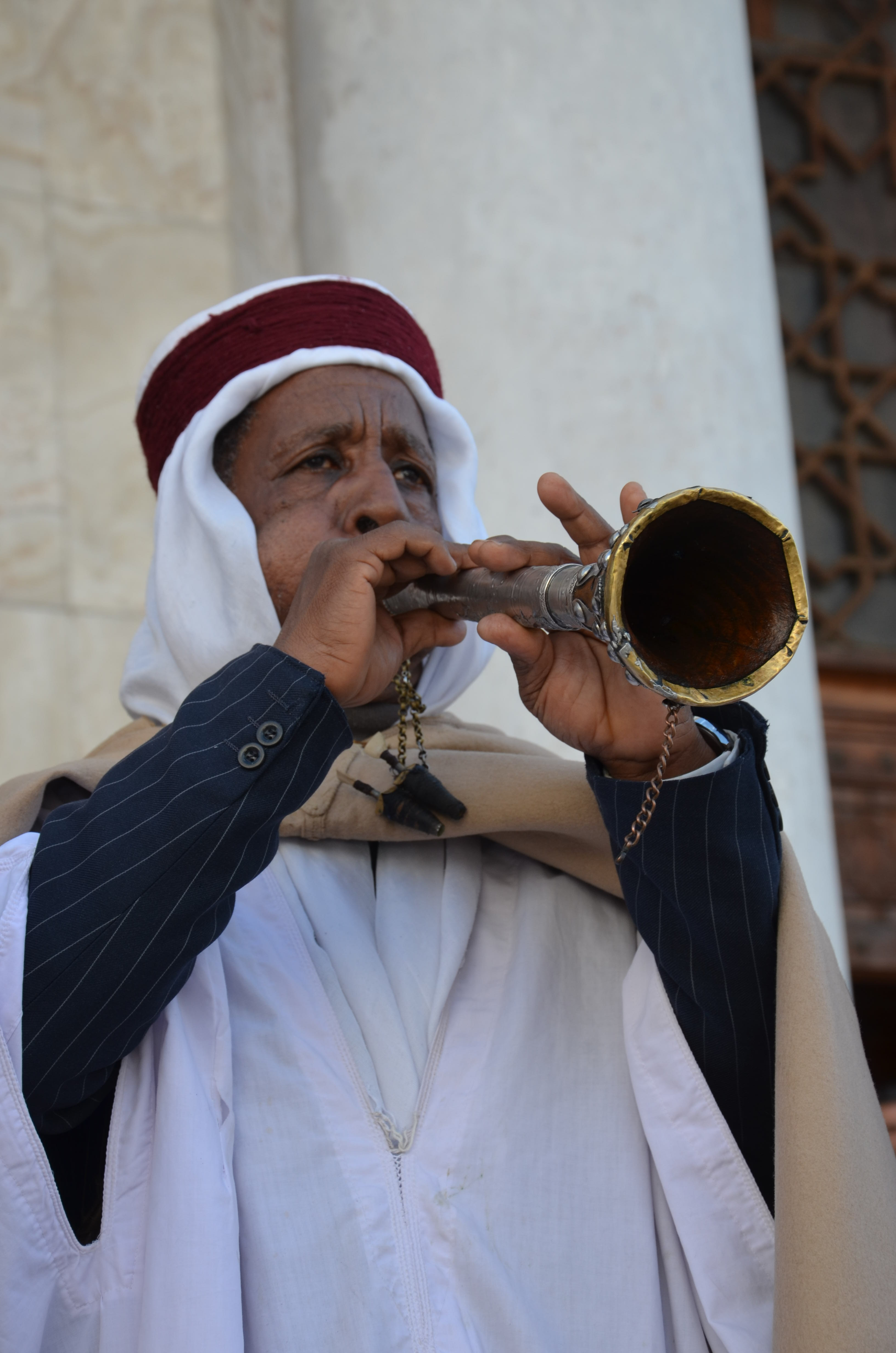
Joueur de ghayta.
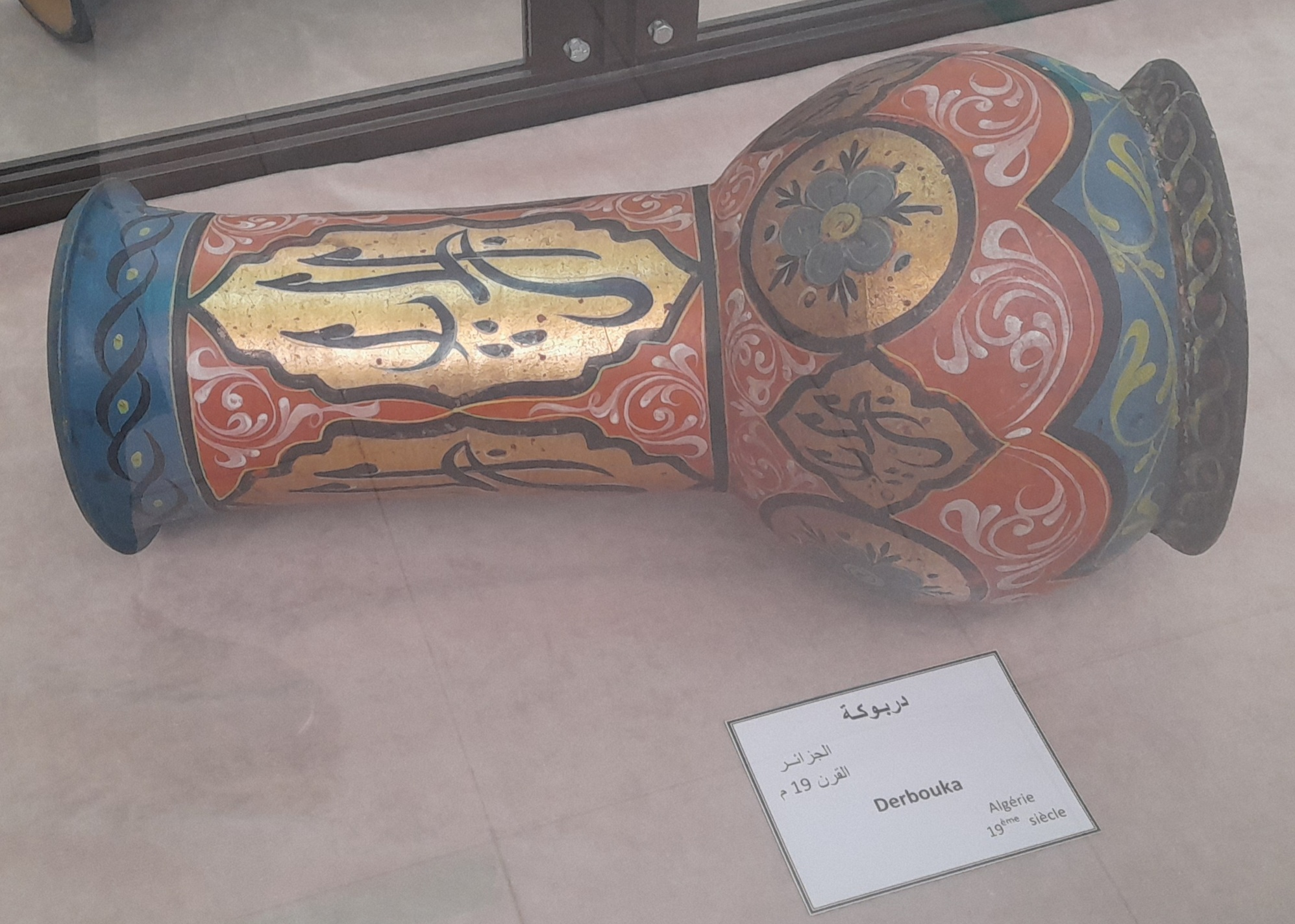
Darbouka du XIXe siècle
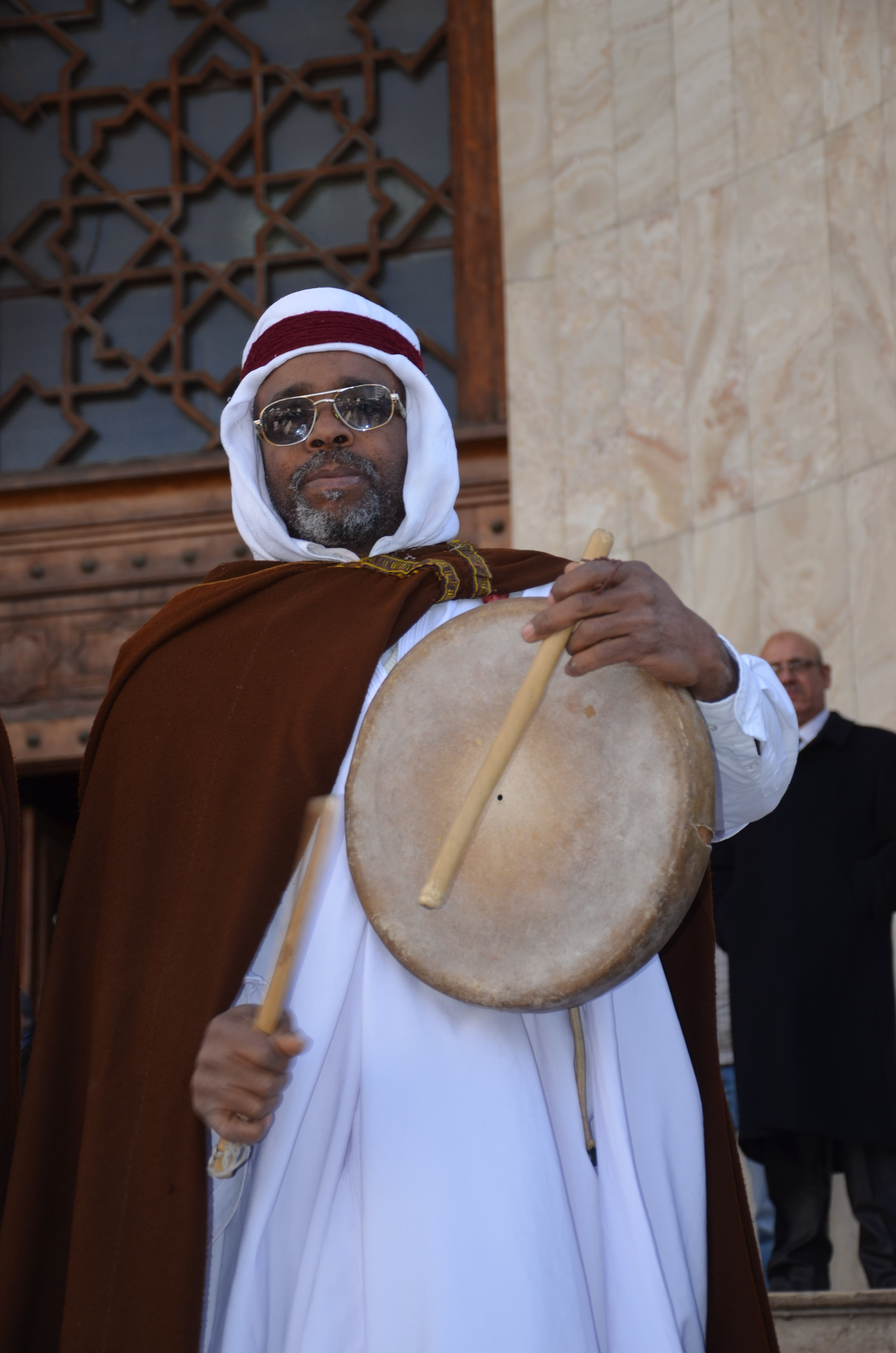
Joueur de bendir.
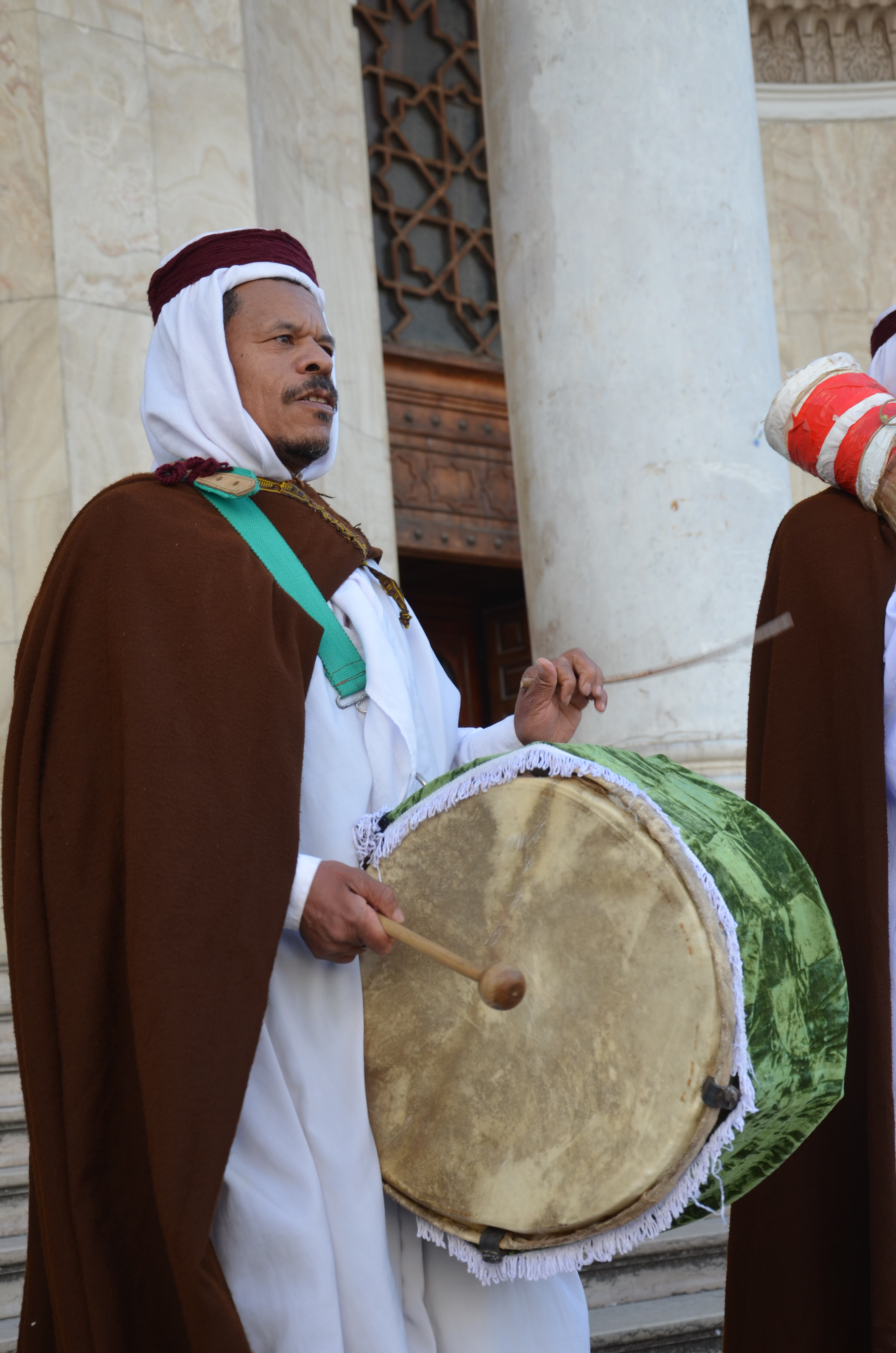
Joueur de tambour.
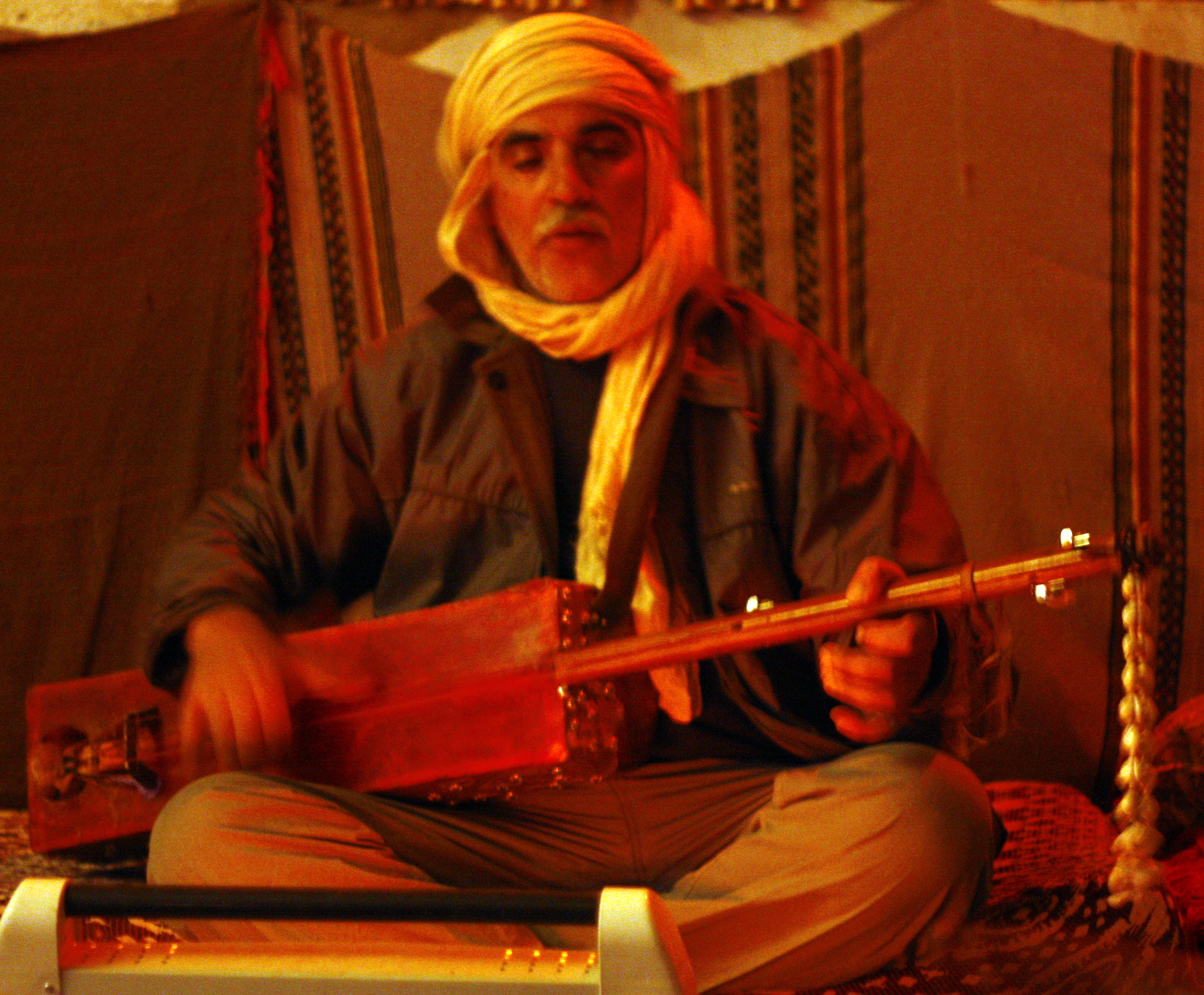
Guembri, utilisé dans la musique diwane au Sud du pays.

## Festivals
- Festival Hadrat El Andalous de Tlemcen[67]
- Festival culturel national de la musique andalouse sanâa[68]
- Festival International De Musique Andalouse Et Des Musiques Anciennes[69]
- Rencontre de musique andalouse «Senâa» [70]
- Festival international du malouf à Constantine[71].
- Festival national du Hawzi à Tlemcen[72]
- Festival de la musique et de la chanson oranaise à Oran[73]
- Festival du raï de Sidi Bel Abbès[74]
- Festival international de musique de Timgad
- Festival de la musique aïssawa de Mila[75]
- Festival de la musique aroubi de Blida[76]
- Festival international de la chanson arabe de Djemila[77]

#### Webradios
- Radio Dzaïr (Algérie)
- Ournia (Algérie)
- Beur FM 100 % Kabyle, Beur FM 100 % Raï (Algérie, France)